# Miguel González Garcés
Miguel González Garcés (La Coruña, 12 de enero de 1916 - 12 de diciembre de 1989) fue un escritor, periodista, docente y poeta gallego.
Licenciado en Filosofía y Letras por la Universidad de Santiago de Compostela. Posteriormente realizó oposiciones al Cuerpo facultativo de Archiveros, Bibliotecarios y Arqueólogos, obteniendo el número uno de su oposición. Destinado inicialmente en Madrid, al año siguiente pidió el traslado a La Coruña, pasando a dirigir la Biblioteca Pública del Estado, al frente de la cual permaneció durante 40 años. Simultáneamente dirigió el Centro provincial coordinador de Bibliotecas.
Poeta bilingüe en castellano y gallego, publicó gran cantidad de libros de poesía, destacando "Poema ó meu mar" (en castellano Poema a mi mar), con el que obtuvo la Rosa de Oro en la "Festa da Cantiga" de 1969; "Claridade en que a tentas me persigo" de 1977 (en castellano Claridad en que a tientas me persigo) por el que recibió el Premio de la Crítica de poesía Gallega y "Un nome só na néboa" (en castellano Un nombre solo en la niebla), que fue presentado el día del fallecimiento del poeta y seleccionado para el Premio Nacional de Literatura de 1990.
Colaborador en diversas revistas de literatura como Atlántida, de la que fue uno de sus principales impulsores; y la revista Nordés. Está representado en las principales antologías de poesía española de las últimas décadas, figurando su obra poética en un estudio de The Oxford Companion to Spanish Literature, siendo asimismo traducida a diversos idiomas.
Destacó también su labor como antólogo, en la que tiene publicadas dos piezas fundamentales para la comprensión de la poesía del segundo tercio del siglo XX: Poesía galega contemporánea de 1974 y Poesía gallega de post-guerra 1930-1975 de 1975; además del libro de 1979 Antoloxía, estudio, selección e traducción dos poemas en lingua galega de Luis Pimentel.
Miguel González Garcés fue un hombre polifacético, gran admirador del Renacimiento, que no limitó su actividad a un solo aspecto de la cultura. Sus amplias lecturas, sus viajes por Europa y América le permitieron realizar un gran número de trabajos periodísticos, publicados fundamentalmente en La Voz de Galicia sobre diversos temas, por los que en 1960 le fue concedido el primer premio "Fernández Latorre", uno de los más prestigiosos del periodismo español. Durante su último año de vida trabajó en una selección de estos artículos, que posteriormente quedaron sin editar a raíz de su fallecimiento.
Una de sus principales preocupaciones fue la de actuar como transmisor de la cultura, destacando además de su labor periodística, la de profesor de Arte y Literatura en el "Colegio Academia Galicia" de La Coruña, labor que fue premiada con el título de colegiado distinguido del Colegio de Doctores y Licenciados del Distrito Universitario de Santiago y con la encomienda de Alfonso X El Sabio en 1968. También fue presidente durante más de 20 años de la "Asociación Cultural Iberoamericana", que organizó durante los años sesenta y setenta del siglo XX gran cantidad de conferencias, exposiciones, etc.
Pertenecía a la "Asociación Internacional des Critiques Litteraires", lo que le comportó gran prestigio en las letras francesas, siendo reconocido con el título de Caballero de la Orden de las Palmas Académicas, galardón francés que premia los eminentes servicios prestados en pro la educación y expansión de la cultura francesa fuera de este país.
Gran investigador de su ciudad natal, tiene en su haber gran número de ensayos sobre distintos aspectos de la ciudad de La Coruña, destacando sus trabajos sobre la Torre de Hércules, sobre los nombres de las calles de la Ciudad Vieja, las especies de los jardines de la ciudad, etc.; así como los trabajos que realizó durante su paso como Director del Archivo Municipal de La Coruña , culminando con su estudio monumental, publicado en 1987, Historia de La Coruña, así como María Pita, símbolo de la libertad de La Coruña de 1989, coincidiendo con el cuarto centenario de la heroína.
En los años 50 fue uno de los más firmes defensores del criterio geográfico, según el cual se consideraría literatura gallega a la hecha por escritores nacidos dentro de las fronteras administrativas de Galicia, con independencia de la lengua en la que se expresasen. Estas ideas lo llevaron a diversas polémicas periodísticas en el diario compostelano La Noche, especialmente con Xosé Luís Méndez Ferrín y con Gonzalo Rodríguez Mourullo, ambos defensores del criterio lingüístico.

## Obra
- Vibraciones, 1947 (poemario en castellano.)
- Isla de dos, 1953 (poemario en castellano, reeditado en 1964 con ilustraciones de Urbano Lugrís.)
- Poema del imposible sosiego, 1954 (poemario en castellano.)
- Siete canciones, 1954.
- El libro y el verso, 1958.
- Balada dos anxos, 1961 (poemario en gallego)
- Alrededor del mar, 1961.
- El cuervo en la ventana, 1967, traducido al italiano con el título "Il corvo sulla finestra" por Vicenzo Josia.
- Poema ao meu lar, 1968 (poemario en gallego)
- Poema ó meu mar, 1969; premio Rosa de Ouro.
- Poemas a Albertiño, 1970 (poemario en gallego)
- Nas faíscas do soño, 1972 (poemario en gallego)
- Poesía gallega contemporanea, 1974 (ensayo)
- Poesía gallega de postguerra (1939-1975), 1975 (ensayo)
- Paso soa de luz, 1975 (poemario en gallego)

- Claridade en que a tentas me persigo, 1977 (poemario en gallego), premio de la crítica de poesía gallega.
- Sede e luz, 1986 (poemario en gallego)
- Un nome só na néboa, 1987 (poemario en gallego)
- Porta de aire. Escolma poética. (Selección de poemas por Xulio Valcárcel) A Nosa Terra ISBN 84-96403-50-5

## Artículos
Los siguientes artículos fueron publicados en La Voz de Galicia (salvo que aparezca otra mención expresa en el campo "Publicado")
| FECHA     | TÍTULO                                                                           |                                                       | PUBLICADO                |
| --------- | -------------------------------------------------------------------------------- | ----------------------------------------------------- | ------------------------ |
| 21-mar-52 | TRAYECTORIA HISTÓRICA DE LA POESÍA ACTUAL                                        |                                                       |                          |
| 23-may-52 | MONDOÑEDO Y LA POESÍA DE ÁLVARO CUNQUEIRO                                        |                                                       |                          |
| 01-abr-53 | UN NENÚFAR EN ROSALÍA                                                            |                                                       | FARO DE VIGO             |
| 25-jul-53 | EL APÓSTOL Y LA LÍRICA ACTUAL                                                    |                                                       |                          |
| 28-ago-53 | ANTE UN HOMENAJE DE LA CORUÑA A CUNQUEIRO                                        |                                                       |                          |
| 17-sep-54 | NUNCA LAS MISMAS ROSAS (Nueva carta a Álvaro Cunqueiro)                          |                                                       |                          |
| 26-feb-55 | PAUL CLAUDEL                                                                     |                                                       |                          |
| 05-abr-55 | EL ARTE ABSTRACTO                                                                |                                                       |                          |
| 10-abr-55 | LA PRIMAVERA, OTRA VEZ                                                           |                                                       |                          |
| 28-abr-55 | GALICIA Y NUESTRO TIEMPO: LA MÚSICA                                              |                                                       |                          |
| 20-may-55 | LA ECONOMÍA                                                                      |                                                       |                          |
| 24-jul-55 | BETANZOS                                                                         |                                                       |                          |
| 17-dic-55 | EL MÉDICO Y EL NIÑO                                                              | PUENTE CASTRO, JOSÉ                                   | LA NOCHE                 |
| 21-mar-56 | FLORES Y NOMBRES                                                                 |                                                       |                          |
| 04-jul-56 | EL LIBRO                                                                         |                                                       |                          |
| 03-dic-57 | "MERLÍN Y FAMILIA", DE ÁLVARO CUNQUEIRO                                          |                                                       |                          |
| 29-ene-58 | LA "CANTIGA NOVA", DE ÁLVARO CUNQUEIRO                                           |                                                       |                          |
| 30-may-58 | CARLOS V Y LA CORUÑA                                                             |                                                       |                          |
| 30-may-58 | LA MUERTE EN JUAN RAMÓN JIMÉNEZ                                                  |                                                       |                          |
| 29-jul-58 | BETANZOS                                                                         |                                                       |                          |
| 06-nov-58 | LA EXPOSICIÓN DE OLEIROS                                                         |                                                       |                          |
| 15-mar-59 | EL "DON HAMLET" DE CUNQUEIRO                                                     |                                                       |                          |
| 06-may-59 | EN TORNO AL "DON HAMLET" DE ÁLVARO CUNQUEIRO                                     |                                                       |                          |
| 25-jun-59 | "EL TECHO DE LONA" DE MARIANO TUDELA                                             |                                                       |                          |
| 29-oct-59 | LA MUERTE DE JUVENAL ORTIZ SARALEGUI                                             |                                                       |                          |
| 22-nov-59 | ALGO SOBRE EL POETA SALVATORE QUASIMODO                                          |                                                       |                          |
| 25-dic-59 | ORFEO NEGRO                                                                      |                                                       | -                        |
| 27-mar-60 | EL SER DE GALICIA                                                                |                                                       |                          |
| 29-jun-60 | FERNANDO III Y SUS HERMANAS                                                      |                                                       |                          |
| 05-jul-60 | LA SINAGOGA Y LOS HERREROS                                                       |                                                       |                          |
| 13-jul-60 | LOS CUERVOS                                                                      |                                                       |                          |
| 17-jul-60 | EL LAUREL Y EL OLIVO                                                             |                                                       |                          |
| 22-jul-60 | LA PROMESA DE LA VIRGEN                                                          |                                                       |                          |
| 24-jul-60 | EL SER DE GALICIA                                                                |                                                       |                          |
| 24-jul-60 | EL SER DE GALICIA                                                                |                                                       |                          |
| 09-ago-60 | LA MÁS LEAL FUENTEOVEJUNA                                                        |                                                       |                          |
| 13-ago-60 | PAYO GÓMEZ CHARINO Y OTROS ESCRITORES                                            |                                                       |                          |
| 18-ago-60 | LAS CAMPANAS                                                                     |                                                       |                          |
| 23-ago-60 | LAS PRIMERAS ÓPERAS                                                              |                                                       |                          |
| 26-ago-60 | LAS JARRAS                                                                       |                                                       |                          |
| 02-sep-60 | LAS BALLENAS                                                                     |                                                       |                          |
| 27-oct-60 | SAINT JOHN PERSE, NUEVO PREMIO NOBEL                                             |                                                       |                          |
| 10-dic-60 | LAS PUERTAS                                                                      |                                                       | -                        |
| 21-dic-60 | LOS PORTUGUESES EN LA CORUÑA                                                     |                                                       |                          |
| 28-dic-60 | SINFORIANO LÓPEZ                                                                 |                                                       |                          |
| 14-ene-61 | LLAVES Y DANZAS                                                                  |                                                       |                          |
| 11-feb-61 | "DE DÍA A DÍA", POEMAS DE IGLESIAS ALVARIÑO                                      |                                                       |                          |
| 26-feb-61 | HONRA Y PRIVILEGIO DE SER CORUÑÉS                                                |                                                       |                          |
| 08-mar-61 | LA EXPEDICIÓN QUE LLEVÓ LA VACUNA A AMÉRICA                                      |                                                       |                          |
| 31-mar-61 | DECAPITACIÓN PÚBLICA                                                             |                                                       |                          |
| 17-may-61 | CRISTÓBAL COLÓN                                                                  |                                                       |                          |
| 24-may-61 | RICOS Y SERVIDORES                                                               |                                                       |                          |
| 27-may-61 | JUICIOS DE PÁJAROS                                                               |                                                       |                          |
| 03-jun-61 | EL FAVORITO DE LA REINA Y EL CONDE DE GONDOMAR                                   |                                                       |                          |
| 08-jun-61 | EL FAVORITO DE LA REINA Y EL CONDE DE GONDOMAR II                                |                                                       |                          |
| 13-jun-61 | LOS PUENTES                                                                      |                                                       |                          |
| 16-dic-61 | LOS VEINTIÚN SONETOS DE BILBAO, DE DON MIGUEL DE UNAMUNO                         |                                                       | LA NOCHE                 |
| 23-dic-62 | EL CRISTO DE ALFEIRAN                                                            |                                                       |                          |
| 09-ene-63 | EL TÍTULO DE CIUDAD                                                              |                                                       |                          |
| 11-ene-63 | ALGUNOS LOGROS CORUÑESES EN EL AÑO 1862                                          |                                                       |                          |
| 10-feb-63 | EL RELLENADO DE LA DÁRSENA                                                       |                                                       |                          |
| 20-feb-63 | NUEVO PUNTO DE VISTA EN EL PROBLEMA DE LA PAREJA H. I                            |                                                       |                          |
| 21-feb-63 | NUEVO PUNTO DE VISTA EN EL PROBLEMA DE LA PAREJA H. II                           |                                                       |                          |
| 06-mar-63 | VICTORIANO CREMER PREMIO NACIONAL DE LITERATURA                                  |                                                       |                          |
| 15-mar-63 | PRELUDIO A LA HISTORIA DE UNA GRAN OCASIÓN                                       |                                                       |                          |
| 20-mar-63 | HISTORIA DE UNA GRAN OCASIÓN - LAS CORTES DE 1520                                |                                                       |                          |
| 23-mar-63 | HISTORIA DE UNA GRAN OCASIÓN (II) LA CORUÑA EN ÉPOCA.                            |                                                       |                          |
| 04-abr-63 | HISTORIA DE UNA GRAN OCASIÓN - LAS ESPECIES Y LAS MOLUC                          |                                                       |                          |
| 16-abr-63 | HIST. DE UNA GRAN OCASIÓN / LA CASA DE CONTRATACIÓN ...                          |                                                       |                          |
| 20-abr-63 | EL ÁRBOL                                                                         |                                                       | -                        |
| 27-abr-63 | ESTÉBAN GÓMEZ                                                                    |                                                       | -                        |
| 07-may-63 | EL AÑO PASADO EN MARIENBAD                                                       |                                                       |                          |
| 09-may-63 | ELCANO Y LOAYSA                                                                  |                                                       | -                        |
| 10-jun-63 | JAMES JOYCE SEGÚN GARCÍA SABELL III.- LAS EPIFANÍAS                              |                                                       | LA NOCHE                 |
| 28-jun-63 | "LOS INTERESES CREADOS"                                                          | BENAVENTE.-                                           |                          |
| 04-jul-63 | ALGO MÁS SOBRE EL COMPLEJO DE POLICRATES                                         |                                                       |                          |
| 11-jul-63 | SORDELO DE MANTUA, POETA EN GALLEGO                                              |                                                       |                          |
| 19-jul-63 | CERVANTES Y PABLO NERUDA                                                         |                                                       |                          |
| 26-jul-63 | MARÍA BASHKIRTSEFF Y EL CURSO PREUNIVERSITARIO                                   |                                                       |                          |
| 01-ago-63 | SEDAR SENGHOR, POETA DEL ÁFRICA NEGRA                                            |                                                       |                          |
| 09-ago-63 | MAO TSE TUNG Y LA CREACIÓN POÉTICA                                               |                                                       |                          |
| 22-ago-63 | VICTORIANO CREMER                                                                |                                                       | -                        |
| 29-ago-63 | CARLOS DRUMMOND DE ANDRADE                                                       |                                                       |                          |
| 05-sep-63 | BYRON Y LAS LETRAS CLÁSICAS                                                      |                                                       |                          |
| 12-sep-63 | LUIS SEOANE Y LA CORUÑA                                                          |                                                       |                          |
| 19-sep-63 | LA LÍRICA CHINA Y LA UNIVERSIDAD DE LA POESÍA                                    |                                                       |                          |
| 03-oct-63 | EL ESTUDIO DE LA LITERATURA ACTUAL                                               |                                                       |                          |
| 17-oct-63 | VIDA Y POESÍA EN ANTONIO MACHADO                                                 |                                                       |                          |
| 31-oct-63 | OMAR KHAYAN                                                                      |                                                       | -                        |
| 08-nov-63 | BÉCQUER Y EL CANCIONERO GALLEGO                                                  |                                                       |                          |
| 15-nov-63 | EL LIRISMO DE LUIS CERNUDA                                                       |                                                       |                          |
| 29-nov-63 | HUXLEY Y GOYA                                                                    |                                                       |                          |
| 06-dic-63 | JEAN COCTEAU                                                                     |                                                       |                          |
| 07-dic-63 | GIRAUDOUX Y LA GUERRA DE TROYA                                                   |                                                       |                          |
| 13-dic-63 | JEAN COCTEAU, POETA                                                              |                                                       |                          |
| 20-dic-63 | ALAIN ROBBE GRILLET Y LA NOVELA OBJETIVA                                         |                                                       |                          |
| 01-ene-64 | LAS LETRAS GALLEGAS EN 1963                                                      |                                                       |                          |
| 03-ene-64 | RIMBAUD                                                                          |                                                       |                          |
| 10-ene-64 | FERNAN CABALLERO                                                                 |                                                       |                          |
| 17-ene-64 | PETRARCA                                                                         |                                                       |                          |
| 24-ene-64 | EL VENCIMIENTO DE LA MUERTE                                                      |                                                       |                          |
| 31-ene-64 | SAN JUAN DE LA CRUZ                                                              |                                                       |                          |
| 07-feb-64 | ESTILÍSTICA DE UNA SENCILLA ESTROFA                                              |                                                       |                          |
| 14-feb-64 | ELIOT                                                                            |                                                       |                          |
| 21-feb-64 | KEATS Y LAS FLORES SILVESTRES                                                    |                                                       |                          |
| 28-feb-64 | EL SONETO Y LA SAUDADE                                                           |                                                       |                          |
| 06-mar-64 | UN SONETO DE GERARDO DIEGO                                                       | DIEGO, GERDO                                          |                          |
| 13-mar-64 | SONETO Y LIBERTAD I                                                              |                                                       |                          |
| 19-mar-64 | GALICIA, ÚNICA DENOMINACIÓN POSIBLE DE GALICIA                                   |                                                       |                          |
| 20-mar-64 | SONETO Y LIBERTAD II                                                             |                                                       |                          |
| 27-mar-64 | EL CRISTO DE VELÁZQUEZ                                                           |                                                       |                          |
| 03-abr-64 | BOCCACCIO                                                                        |                                                       | -                        |
| 10-abr-64 | VIDA Y MUERTE EN JUAN RAMÓN                                                      |                                                       |                          |
| 17-abr-64 | LA POESÍA DE MIGUEL ÁNGEL                                                        |                                                       |                          |
| 23-abr-64 | EL LIBRO                                                                         |                                                       |                          |
| 01-may-64 | POESÍA Y ARTE EN MIGUEL ÁNGEL                                                    |                                                       |                          |
| 15-may-64 | YEATS Y JUAN RAMÓN JIMÉNEZ (A URBANO LUBRÍS)                                     |                                                       |                          |
| 22-may-64 | MICHEL BUTOR Y LA NOVELA FRANCESA ACTUAL                                         |                                                       |                          |
| 29-may-64 | EL MITO DE NARCISO EN PAUL VALERY                                                |                                                       |                          |
| 05-jun-64 | EL SUBJETIVISMO EN LA NOVELA OBJETIVA                                            | ROBBE GRILLET, ALAIN                                  |                          |
| 12-jun-64 | UN NÚMERO DE LA "REVISTA"                                                        | "REVISTA DE OCCIDENTE"                                |                          |
| 19-jun-64 | JORGE GUILLÉN                                                                    |                                                       | -                        |
| 26-jun-64 | "EXPLORACIÓN DE LA POESÍA" POR G. CELAYA I                                       |                                                       |                          |
| 03-jul-64 | "EXPLORACIÓN DE LA POESÍA" POR G. CELAYA II                                      |                                                       |                          |
| 07-jul-64 | PLAYAS DE LA CORUÑA.-UNA CIUDAD EN EL PAISAJE Y EN EL MAR                        |                                                       | FARO DE VIGO             |
| 10-jul-64 | "EXPLORACIÓN DE LA POESÍA" POR G. CELAYA III                                     |                                                       |                          |
| 17-jul-64 | "EXPLORACIÓN DE LA POESÍA" POR G. CELAYA IV Y FINAL                              |                                                       |                          |
| 24-jul-64 | GARCILASO DE LA VEGA                                                             |                                                       | -                        |
| 31-jul-64 | FRAY LUIS DE LEÓN Y EL CANTO DE LAS ESTRELLAS                                    |                                                       |                          |
| 08-ago-64 | ISAAC DÍAZ PARDO                                                                 |                                                       | -                        |
| 14-ago-64 | HIROSHIMA MON AMOUR                                                              |                                                       | -                        |
| 22-ago-64 | GONZALO DE BERCEO Y LA GALICIA ACTUAL                                            |                                                       |                          |
| 28-ago-64 | LA MUJER EN EL PAISAJE                                                           |                                                       | -                        |
| 04-sep-64 | NUEVOS POETAS                                                                    |                                                       | -                        |
| 11-sep-64 | "LO MEJOR SOÑADO ES VIDA"                                                        | DEDICADO A DOMINGO GARCÍA SABELL                      |                          |
| 18-sep-64 | BRUNETO LATINO                                                                   |                                                       | -                        |
| 25-sep-64 | UNAMUNO                                                                          |                                                       | -                        |
| 02-oct-64 | "ABEJAS DE CRISTAL" DE ERNEST JUNGER                                             |                                                       |                          |
| 09-oct-64 | "NADA MENOS QUE TODO UN HOMBRE"                                                  | UNAMUNO, MIGUEL DE.-                                  |                          |
| 16-oct-64 | EUGENIO D'ORS Y LA GRAFOLOGÍA                                                    |                                                       |                          |
| 23-oct-64 | SARTRE                                                                           |                                                       | -                        |
| 30-oct-64 | "MEDICINA Y ACTIVIDAD CREADORA" I                                                | CARBALLO, ROF.-                                       |                          |
| 06-nov-64 | "MEDICINA Y ACTIVIDAD CREADORA" II                                               |                                                       |                          |
| 13-nov-64 | "MEDICINA Y ACTIVIDAD CREADORA" III                                              |                                                       |                          |
| 20-nov-64 | "MEDICINA Y ACTIVIDAD CREADORA" IV                                               |                                                       |                          |
| 27-nov-64 | JACQUES AUDIBERTI                                                                |                                                       | -                        |
| 04-dic-64 | "ANTONIO Y CLEOPATRA"                                                            | SHAKESPEARE                                           |                          |
| 11-dic-64 | "PEIXEIRAS" DE JOSÉ LUIS                                                         |                                                       |                          |
| 18-dic-64 | "CARTAS A GALDÓS"                                                                |                                                       |                          |
| 31-dic-64 | CUANDO LA HISTORIA ES NOVELA                                                     |                                                       |                          |
| 08-ene-65 | BECKET, SEGÚN ELIOT                                                              |                                                       |                          |
| 10-ene-65 | LA ACADEMIA DE AGRICULTURA DE GALICIA                                            |                                                       |                          |
| 15-ene-65 | GUSTAVO BALBOA                                                                   |                                                       |                          |
| 22-ene-65 | EL "BECKET" DE ANOUILH Y LA FIDELIDAD HISTÓRICA                                  |                                                       |                          |
| 29-ene-65 | LEONOR DE AQUITANIA Y LOS TROVADORES                                             |                                                       |                          |
| 05-feb-65 | EL MÁS ODIOSO DE LOS POETAS                                                      | BORN, BELTRAN DE.-                                    |                          |
| 07-feb-65 | LAS VENERAS DEL ESCUDO ( I )                                                     |                                                       |                          |
| 09-feb-65 | LA CORUÑA NO ES SOLAMENTE LA ANTIGUA CRUNIA. TAMBIÉN PUEDE SER "FLAVIUM BRIGANTI |                                                       | LA NOCHE                 |
| 12-feb-65 | "HOMENAJE A VENECIA" (LUIS SEOANE)                                               |                                                       |                          |
| 13-feb-65 | LAS VENERAS DEL ESCUDO ( II )                                                    |                                                       |                          |
| 14-feb-65 | GONGORA Y GALICIA                                                                |                                                       | FARO DE VIGO             |
| 19-feb-65 | "TOM JONES" Y "EL LIBRO DE BUEN AMOR"                                            |                                                       |                          |
| 26-feb-65 | AIME CESAIRE,POETA NEGRO,Y J.KESSEL,NOVELISTA JUDÍO                              |                                                       |                          |
| 05-mar-65 | BLANCO, NEGRO Y GRIS                                                             |                                                       |                          |
| 12-mar-65 | ZURBARÁN                                                                         |                                                       | -                        |
| 20-mar-65 | VILLAFRANCA Y LA CORUÑA EN RAMÓN GLEZ. ALEGRE                                    |                                                       |                          |
| 26-mar-65 | "CASTILLA" DE AZORIN Y LAS CAMELIAS                                              |                                                       |                          |
| 02-abr-65 | IVES BONNEFOY                                                                    |                                                       | -                        |
| 09-abr-65 | UNA MUESTRA DE POSIBLE INFLUJO FRANCÉS EN LA COLEGIATA                           |                                                       |                          |
| 16-abr-65 | LAS DIVERSAS "PIEDAD" DE MIGUEL ÁNGEL                                            |                                                       |                          |
| 23-abr-65 | GRACIAN Y LOS LIBROS                                                             |                                                       | -                        |
| 30-abr-65 | XULIO SIGÜENZA                                                                   |                                                       | -                        |
| 07-may-65 | "LA RED Y OTRAS CONSEJAS"                                                        | VELASCO, RAFAEL.-                                     |                          |
| 14-may-65 | EUGENIO D'ORS Y LOS NEGRILLOS                                                    |                                                       |                          |
| 21-may-65 | NOTA SOBRE LA CULTURA GALLEGA ACTUAL                                             |                                                       |                          |
| 28-may-65 | LAS CANTIGAS DE ESCARNIO Y MALDECIR                                              |                                                       |                          |
| 04-jun-65 | NOTAS SOBRE LA LÍRICA MEDIEVAL GALLEGA                                           |                                                       |                          |
| 11-jun-65 | EL PARALELISMO                                                                   |                                                       | -                        |
| 18-jun-65 | SI AL PROYECTO DEL CARAMANCHÓN                                                   |                                                       |                          |
| 18-jun-65 | UNA CANTIGA DE ESCARNIO DE AIRAS NUNES                                           |                                                       |                          |
| 25-jun-65 | ALFONSO X Y EL CANCIONERO DE ESCARNIO ( I )                                      |                                                       |                          |
| 02-jul-65 | ALFONSO X ( II )                                                                 |                                                       | -                        |
| 06-jul-65 | EL LIBRO GALLEGO I                                                               |                                                       | -                        |
| 08-jul-65 | LIBRO GALLEGO II                                                                 |                                                       | -                        |
| 09-jul-65 | ALFONSO X ( III )                                                                |                                                       | -                        |
| 11-jul-65 | LA FERIA DEL LIBRO EN SANTIAGO                                                   |                                                       |                          |
| 16-jul-65 | LOS TEMAS DE LAS "CANTIGAS DE ESCARNIO" DE ALFONSO X                             |                                                       |                          |
| 23-jul-65 | LA HUELLA DE GALICIA EN ALFONSO X                                                |                                                       |                          |
| 30-jul-65 | LOS PROBLEMAS HUMANOS Y LA LITERATURA                                            |                                                       |                          |
| 03-ago-65 | EL VOTO DE LA CORUÑA                                                             |                                                       | -                        |
| 06-ago-65 | EL ESTRENO DE "ROSALIANA"                                                        | RODRIGO, JOAQUÍN.-                                    |                          |
| 13-ago-65 | RONSARD Y LAS ACTUALES "LLAMAS VIVIENTES"                                        |                                                       |                          |
| 20-ago-65 | "LA CELESTINA" SEGÚN CASONA                                                      |                                                       |                          |
| 27-ago-65 | MIGUEL DELIBES                                                                   |                                                       | -                        |
| 03-sep-65 | JOSÉ RAMÓN VILLAR CHAO                                                           |                                                       |                          |
| 10-sep-65 | SCHWCITZER Y BACH                                                                |                                                       | -                        |
| 17-sep-65 | ISAAC Y CECILIA                                                                  | DÍAZ PARDO, ISAAC                                     |                          |
| 24-sep-65 | GONZÁLEZ COLLADO, EN FERROL                                                      |                                                       | -                        |
| 01-oct-65 | MANET Y LOS POETAS                                                               |                                                       |                          |
| 08-oct-65 | MANET Y MALLARME                                                                 |                                                       |                          |
| 15-oct-65 | EL IMPRESIONISMO                                                                 |                                                       |                          |
| 29-oct-65 | GAUGUIN Y MALLARME                                                               |                                                       |                          |
| 05-nov-65 | FRANCISCO CREO                                                                   |                                                       |                          |
| 12-nov-65 | ROUAULT                                                                          |                                                       | -                        |
| 19-nov-65 | DANTE Y GERION                                                                   |                                                       |                          |
| 26-nov-65 | BLAISE CENDRARS Y LA CORUÑA                                                      |                                                       |                          |
| 03-dic-65 | ZORBA EL GRIEGO                                                                  |                                                       | -                        |
| 10-dic-65 | LA VICTORIA DE LA VIDA EN PETRARCA                                               |                                                       |                          |
| 17-dic-65 | FERNANDO DE ESQUIO Y EL LAGO DE DONIÑOS                                          |                                                       |                          |
| 24-dic-65 | MARCO POLO                                                                       |                                                       | -                        |
| 07-ene-66 | LOS PARAÍSOS ARTIFICIALES                                                        |                                                       |                          |
| 14-ene-66 | UN ESTUDIO SOBRE ARTE ABSTRACTO                                                  | BARROS, TOMAS.-                                       |                          |
| 21-ene-66 | "CLEO DE 5 A 7"                                                                  | ANTONIONI.-                                           |                          |
| 28-ene-66 | EL INADMISIBLE MONTANELLI                                                        |                                                       |                          |
| 04-feb-66 | EL PÓRTICO DE LA GLORIA I                                                        |                                                       |                          |
| 11-feb-66 | EL PÓRTICO DE LA GLORIA II                                                       |                                                       |                          |
| 18-feb-66 | EL PÓRTICO DE LA GLORIA III                                                      |                                                       | -                        |
| 25-feb-66 | SIMPATÍA Y HOMENAJE                                                              |                                                       | -                        |
| 04-mar-66 | EL CIUDADANO KANE                                                                |                                                       | -                        |
| 11-mar-66 | "O ESPELLO NA SERAN"                                                             | OTERO PEDRAYO, RAMÓN.-                                |                          |
| 18-mar-66 | CINEMATOGRAFÍA DEL MAR                                                           |                                                       | -                        |
| 27-mar-66 | HÉROES Y MITOS                                                                   |                                                       | -                        |
| 01-abr-66 | LA DIFÍCIL UNIVERSALIDAD ESPAÑOLA                                                | TORRE, GUILLERMO DE.-                                 |                          |
| 08-abr-66 | EL VIERNES SANTO EN GABRIEL MIRÓ                                                 |                                                       |                          |
| 15-abr-66 | EL IDEAL FEMENINO A TRAVÉS DEL TIEMPO                                            |                                                       |                          |
| 22-abr-66 | EL IDEAL FEMENINO A TRAVÉS DEL TIEMPO II                                         |                                                       |                          |
| 29-abr-66 | EL CRISMON DE LAS PLATERÍAS Y EL RENACER ESPIRITUAL                              |                                                       |                          |
| 13-may-66 | "EL CUERPO" E "HISTORIA EN IRKUTSK"                                              |                                                       |                          |
| 20-may-66 | "DE BAUDELAIRE AL SURREALISMO"                                                   |                                                       |                          |
| 27-may-66 | LAS "MEMORIAS" DE MARCEL PAGNOL                                                  |                                                       |                          |
| 03-jun-66 | LA OREJA COMO OFRENDA                                                            |                                                       | -                        |
| 10-jun-66 | EL POBRE DE PEDIR                                                                | VALLE INCLAN                                          | -                        |
| 17-jun-66 | "ELEGÍAS DEL CAUREL" ( I )                                                       | NOVONEYRA, UXIO.-                                     |                          |
| 24-jun-66 | ELEGÍAS DEL CAUREL ( II )                                                        |                                                       | -                        |
| 01-jul-66 | "INTRODUCCIÓN A PLATÓN"                                                          | MIGUEZ, JOSÉ ANTONIO.-                                |                          |
| 08-jul-66 | RONSARD Y EL PLATONISMO                                                          | MIGUEZ, JOSÉ ANTONIO                                  |                          |
| 15-jul-66 | "LOS INTERESES CREADOS"                                                          | BENAVENTE, JACINTO.-                                  |                          |
| 22-jul-66 | "HALLAZGOS EN ROMA"                                                              | HULSEN, HANS VON.- SOBRE EL LIBRO DE                  |                          |
| 29-jul-66 | "LA ANTINOVELA" Y LA MEDICINA ACTUAL                                             |                                                       | -                        |
| 05-ago-66 | "LAS BODAS DE FÍGARO"                                                            |                                                       | -                        |
| 12-ago-66 | VIVIANA Y MERLÍN                                                                 | CUNQUEIRO, ÁLVARO.- " LAS MOCEDADES DE ULISES"        |                          |
| 19-ago-66 | CAMINANDO SOBRE EL HILO                                                          |                                                       |                          |
| 02-sep-66 | "EL JARDÍN DE LAS TRINITARIAS"                                                   | BOSCO, HENRI.-                                        |                          |
| 16-sep-66 | UN MURAL DE PREGO DE OLIVER                                                      | PREGO DE OLIVER                                       |                          |
| 23-sep-66 | "CAMPANADAS A MEDIA NOCHE"                                                       | WELLES, ORSON                                         |                          |
| 30-sep-66 | LABRA Y LAS GAVIOTAS                                                             |                                                       | -                        |
| 07-oct-66 | ANDRÉ BRETÓN Y EL AMOR                                                           |                                                       |                          |
| 14-oct-66 | IDEALISMO Y REALISMO                                                             |                                                       | -                        |
| 21-oct-66 | EL LIRISMO                                                                       |                                                       | -                        |
| 28-oct-66 | "ARABESCO" Y "SIBILA"                                                            |                                                       |                          |
| 04-nov-66 | ESPRONCEDA                                                                       |                                                       | -                        |
| 11-nov-66 | EL CIERVO EN LA POESÍA GALLEGA                                                   |                                                       |                          |
| 18-nov-66 | HENRI QUEFFELEC Y EL MAR                                                         |                                                       | -                        |
| 25-nov-66 | ANTONIO TENREIRO                                                                 |                                                       | -                        |
| 02-dic-66 | NELLY SACHS, PREMIO NOBEL 1966, Y LA MUERTE                                      |                                                       |                          |
| 09-dic-66 | BAILADAS GALLEGAS                                                                |                                                       |                          |
| 16-dic-66 | VERSIÓN APÓCRIFA DE UN APÓLOGO                                                   |                                                       |                          |
| 23-dic-66 | SAN MARTIÑO DE TIOBRE                                                            |                                                       | -                        |
| 30-dic-66 | ARTE, ECONOMÍA E HISTORIA                                                        | BONET CORREA, ANTONIO.-                               |                          |
| 06-ene-67 | ENSAYOS RECIENTES DE GARACIA SABELL                                              |                                                       |                          |
| 13-ene-67 | "UN HOMBRE Y UNA MUJER"                                                          |                                                       |                          |
| 20-ene-67 | RUBÉN DARÍO                                                                      |                                                       | -                        |
| 27-ene-67 | "MY FAIR LADY" Y ROF CARBALLO                                                    |                                                       |                          |
| 03-feb-67 | "VIOLENCIA Y TERNURA"                                                            | CARBALLO, ROF.                                        |                          |
| 10-feb-67 | LA URDIMBRE DEFICITARIA DE RUBÉN DARÍO                                           |                                                       |                          |
| 17-feb-67 | PICASSO, LAS PALOMAS Y LA CORUÑA                                                 |                                                       |                          |
| 24-feb-67 | LAS PALOMAS Y LA DESCRIPCIÓN IMPRESIONISTA                                       |                                                       |                          |
| 03-mar-67 | EL MONASTERIO DE SOBRADO                                                         |                                                       | -                        |
| 10-mar-67 | EL PAISAJE DE LA CORUÑA VISTO POR AZORÍN                                         |                                                       |                          |
| 17-mar-67 | LE CORBUSIER                                                                     |                                                       | -                        |
| 24-mar-67 | GIORGIONE                                                                        |                                                       | -                        |
| 02-abr-67 | CORCUBION Y CEE                                                                  |                                                       | -                        |
| 09-abr-67 | FINISTERRE Y SU SEMANA SANTA                                                     |                                                       | -                        |
| 16-abr-67 | SAN PEDRO DE LA REDONDA Y SAN MAMEDE DE CARNOTA                                  |                                                       |                          |
| 23-abr-67 | "POESÍA TOTAL" DE VICTORIANO CREMER                                              |                                                       |                          |
| 30-abr-67 | ANTONIO LAGO RIVERA                                                              |                                                       |                          |
| 21-may-67 | "A VIDA E A FALA DOS DEVANCEIROS"                                                | FERRO COUSELO, XESÚS.-                                |                          |
| 28-may-67 | "GUANTANAMERA"                                                                   | MARTÍ, JOSÉ                                           |                          |
| 04-jun-67 | "MODESTY BLAISE"                                                                 | LOSEY.-                                               |                          |
| 11-jun-67 | MONFERO Y LAS VENERAS                                                            |                                                       |                          |
| 18-jun-67 | LOS ALISCAMPS Y EL CRISMON DE LAS PLATERÍAS                                      |                                                       |                          |
| 25-jun-67 | BAUDELAIRE                                                                       |                                                       |                          |
| 02-jul-67 | ISRAEL Y LOS LIBROS                                                              |                                                       |                          |
| 09-jul-67 | "LA VISITA DE LA VIEJA DAMA"                                                     | DÜRRENMATT.-                                          |                          |
| 16-jul-67 | "MADRE CORAJE"                                                                   | BRECHT, BERTOLT.-                                     |                          |
| 23-jul-67 | LA INCOMUNICABILIDAD Y EL ABSURDO EN LOS "SEIS PERSONAJES"                       | PIRANDELLO.-                                          |                          |
| 30-jul-67 | EL COMPROMISO LITERARIO Y ESTÉTICO                                               |                                                       |                          |
| 06-ago-67 | EL FESTIVAL DE CINE AFICIONADO                                                   | V FESTIVAL DE CINE AFICIONADO DE LA CORUÑA            |                          |
| 13-ago-67 | BEETHOVEN Y EL SILENCIO                                                          |                                                       |                          |
| 20-ago-67 | NOTAS SOBRE UN FESTIVAL DE MÚSICA                                                |                                                       |                          |
| 27-ago-67 | PALABRAS DE BEETHOVEN                                                            |                                                       |                          |
| 03-sep-67 | EN EL CENTENARIO DE BAUDELAIRE                                                   |                                                       |                          |
| 17-sep-67 | "LA PINTURA ESPAÑOLA MODERNA Y CONTEMPORANEA"                                    | LARCO, JORGE.                                         |                          |
| 24-sep-67 | MANUEL COLMEIRO                                                                  |                                                       |                          |
| 01-oct-67 | LA PROCESIÓN DE LAS MORTAJAS                                                     | PUEBLA DEL CARAMIÑAL                                  |                          |
| 08-oct-67 | LA ROMERÍA DE FRAY PEDRO EN OIS                                                  |                                                       |                          |
| 15-oct-67 | ANDRE MALRAUX ( I )                                                              |                                                       |                          |
| 22-oct-67 | "CHE GUEVARA" Y EL SEBASTIANISMO                                                 |                                                       |                          |
| 29-oct-67 | "CHE GUEVARA" Y EL MITO                                                          |                                                       |                          |
| 05-nov-67 | ANDRE MALRAUX II                                                                 |                                                       |                          |
| 12-nov-67 | MARCEL PROUST Y LAS VENERAS                                                      |                                                       |                          |
| 19-nov-67 | JEAN ROUSSELOT                                                                   |                                                       |                          |
| 26-nov-67 | 9 PINTORES GALLEGOS                                                              |                                                       |                          |
| 03-dic-67 | "LAS MUJERES SABIAS" DE MOLIERE                                                  |                                                       |                          |
| 10-dic-67 | "DOS EN LA CARRETERA"                                                            |                                                       |                          |
| 17-dic-67 | "ASÍ ES, SI ASÍ OS PARECE" DE PIRANDELLO                                         |                                                       |                          |
| 24-dic-67 | "EGIPTO EN COLOR" Y LAS "ANTIMEMOIRES" DE ANDRÉ MALRAUX                          |                                                       |                          |
| 07-ene-68 | "CONFESIONES", "MEMORIAS" Y "ANTIMEMORIAS"                                       | MALRAUX, ANDRÉ.                                       |                          |
| 14-ene-68 | EL ARTE Y LA MUERTE EN ANDRE MALRAUX                                             |                                                       |                          |
| 21-ene-68 | MIGUEL ÁNGEL ASTURIAS Y ALDRE MALRAUX                                            |                                                       |                          |
| 28-ene-68 | "OCHO Y MEDIO" DE FELLINI                                                        |                                                       |                          |
| 04-feb-68 | "JULIETA DE LOS ESPÍIRITUS" DE FELLINI                                           |                                                       |                          |
| 11-feb-68 | "VIVIR PARA VIVIR"                                                               |                                                       |                          |
| 18-feb-68 | "CLAVES LÍRICAS DE GARCÍA LORCA"                                                 | RAMOS GIL, CARLOS.                                    |                          |
| 25-feb-68 | "TRAS EL AMOR Y LA RISA", DE LAIN ENTRALGO ( I )                                 |                                                       |                          |
| 03-mar-68 | "TRAS EL AMOR Y LA RISA" DE LAIN ENTRALGO ( II )                                 |                                                       |                          |
| 10-mar-68 | "TRAS EL AMOR Y LA RISA" DE LAIN ENTRALGO ( III )                                |                                                       |                          |
| 17-mar-68 | LA DIFÍCIL ESPERANZA                                                             |                                                       |                          |
| 24-mar-68 | POESÍA BÍBLICA EN GALLEGO                                                        |                                                       |                          |
| 27-mar-68 | LA AUTORIDAD                                                                     | HUELGA EN LA UNIVERSIDAD DE SANTIAGO                  |                          |
| 31-mar-68 | "EL ALCALDE DE ZALAMEA"                                                          | CALDERÓN                                              |                          |
| 07-abr-68 | LA CIRCUNSTANCIA DE UN "HOMBRE PARA LA ETERNIDAD"                                | SANTO TOMAS MORO.-                                    |                          |
| 21-abr-68 | "LE MYSTERE PICASSO"                                                             | PICASSO.- EN TORNO A LA PELÍCULA "LE MYSTERE PICASSO" |                          |
| 28-abr-68 | "CRONICA DO CONCELLO E CIDADE DE OURENSE"                                        | FERRO COUSELO, XESUS.-                                |                          |
| 05-may-68 | "LUGO"                                                                           | CUNQUEIRO.-                                           |                          |
| 12-may-68 | "EL MUNDO COMO REINO"                                                            | BAEZA FLORES, ALBERTO.-                               |                          |
| 19-may-68 | "HAMLET" SEGÚN KOZINTSEV                                                         |                                                       |                          |
| 26-may-68 | "ESTÉTICA Y ÉTICA ESTÉTICA" I                                                    | JIMÉNEZ, JUAN RAMÓN.-                                 |                          |
| 02-jun-68 | "ESTÉTICA Y ÉTICA ESTÉTICA" II                                                   |                                                       |                          |
| 09-jun-68 | HELEN KELLER                                                                     |                                                       |                          |
| 16-jun-68 | "ESTE OTRO RUBÉN DARÍO"                                                          | OLIVER BELMÁS, ANTONIO.                               |                          |
| 23-jun-68 | DOS OBRAS DE SLAWOMIR MROZECK                                                    |                                                       |                          |
| 30-jun-68 | ESTUDIO SOBRE GRECIA                                                             |                                                       |                          |
| 07-jul-68 | DICCIONARIO DE POESÍA FRANCESA CONTEMPORANEA                                     | ROUSSELOT, JEAN.-                                     |                          |
| 14-jul-68 | LA EUROPA DE LAS INVASIONES                                                      | HUBERT, JEAN,.                                        |                          |
| 21-jul-68 | ARISTÓTELES Y EL NUEVO TEATRO                                                    |                                                       |                          |
| 28-jul-68 | MASACCIO Y PIERO DELLA FRANCESCA                                                 |                                                       |                          |
| 03-ago-68 | "HUIS CLOS"                                                                      | SARTRE                                                |                          |
| 04-ago-68 | DOS OBRAS DE SARTRE                                                              | SARTRE                                                |                          |
| 11-ago-68 | EL TRAGALUZ                                                                      | BUERO VALLEJO                                         |                          |
| 18-ago-68 | SAN ANDRÉS DE TEIXIDO                                                            |                                                       |                          |
| 25-ago-68 | MARCUSE Y EL MITO DE NARCISO I                                                   |                                                       |                          |
| 01-sep-68 | LA TORRE DE HÉRCULES ES EL ÚNICO FARO ROMANO QUE SE CONSERVA                     |                                                       |                          |
| 01-sep-68 | MARCUSE Y EL MITO DE NARCISO II                                                  |                                                       |                          |
| 08-sep-68 | MARCUSE Y EL MITO DE NARCISO III                                                 |                                                       |                          |
| 15-sep-68 | MARCUSE Y EL MITO DE NARCISO IV                                                  |                                                       |                          |
| 22-sep-68 | MARCUSE Y EL MITO DE NARCISO V                                                   |                                                       |                          |
| 29-sep-68 | MARCUSE Y EL MITO DE NARCISO VI                                                  |                                                       |                          |
| 06-oct-68 | JOYCE, SÍNTOMA DE EUROPA (NOTAS A 1 ENSAYO DE G. SABELL)                         |                                                       |                          |
| 13-oct-68 | JOYCE, SÍNTOMA DE EUROPA II                                                      |                                                       |                          |
| 20-oct-68 | JOYCE, SÍNTOMA DE EUROPA III                                                     |                                                       |                          |
| 27-oct-68 | BACH, LOS ÁNGELES Y JEAN COCTEAU                                                 |                                                       |                          |
| 03-nov-68 | "BLOW-UP", DE ANTONIONI                                                          |                                                       |                          |
| 10-nov-68 | "LA KERMESSE HEROICA"                                                            | FEYDER.-                                              |                          |
| 13-nov-68 | HIROSHIMA, MON AMOUR                                                             |                                                       |                          |
| 17-nov-68 | SEGURA TORRELLA                                                                  |                                                       |                          |
| 24-nov-68 | TRES PROHIBICIONES FRANCESAS                                                     |                                                       |                          |
| 01-dic-68 | LA NUEVA CANCIÓN GALLEGA                                                         | VOCES CEIBES.                                         |                          |
| 08-dic-68 | LA PSIQUIATRÍA ACTUAL Y LA POESÍA                                                | ALONSO FERNÁNDEZ, FRANCISCO.-                         |                          |
| 15-dic-68 | "O LIBRO DO MARISCO"                                                             | ÁLVAREZ BLAZQUEZ, JOSÉ MARÍA                          |                          |
| 22-dic-68 | OTRO LAOCONTE                                                                    | JARDI, ENRIC.-                                        |                          |
| 31-dic-68 | EL HOMBRE NEUROTICO DE HOY I                                                     |                                                       |                          |
| 02-ene-69 | EL HOMBRE NEUROTICO DE HOY II                                                    |                                                       |                          |
| 05-ene-69 | LA EUROPA DE LAS INVASIONES                                                      | HUBERT, JEAN.                                         |                          |
| 19-ene-69 | JULIO J. CASAL                                                                   |                                                       |                          |
| 26-ene-69 | LA EXPOSICIÓN DE ARTURO SOUTO                                                    |                                                       |                          |
| 02-feb-69 | VICENTE ALEXANDRE                                                                |                                                       |                          |
| 09-feb-69 | "HOMAXE A UN PAXARO"                                                             | SEOANE, LUIS.-                                        |                          |
| 16-feb-69 | SEMENTEIRA DO VENTO                                                              | PAZ ANDRADE, VALENTÍN.-                               |                          |
| 23-feb-69 | "UN HOMBRE QUE SE PARECÍA A ORESTES"                                             | CUNQUEIRO, ÁLVARO.                                    |                          |
| 02-mar-69 | ORESTES Y LOS MITOS GRIEGOS                                                      | CUNQUEIRO, ÁLVARO.                                    |                          |
| 09-mar-69 | AUN CUANDO ORESTES NO LLEGUE                                                     | CUNQUEIRO, ÁLVARO.                                    |                          |
| 16-mar-69 | CUANDO LABRA INTERPRETA A BACH                                                   |                                                       |                          |
| 23-mar-69 | LAS CERÁMICAS DE ESPINOZA DUEÑAS                                                 |                                                       |                          |
| 30-mar-69 | "CIUDADES DE DESTINO" I                                                          | TOYNBEE, ARNOLD.-                                     |                          |
| 06-abr-69 | "CIUDADES DE DESTINO" II                                                         |                                                       |                          |
| 13-abr-69 | "CIUDADES DE DESTINO" III                                                        |                                                       |                          |
| 20-abr-69 | "BELLO PIÑEIRO Y SU TIEMPO"                                                      |                                                       |                          |
| 27-abr-69 | LA ESCULTURA DE GARCÍA DE BUCIÑOS                                                |                                                       |                          |
| 04-may-69 | EL LENGUAJE A TRAVÉS DE "UNAMUNO" POR CARLOS PARÍS.                              |                                                       |                          |
| 11-may-69 | "UNA EXPERIENCIA EDITORIAL"                                                      | AGUILAR MUÑOZ, MANUEL.-                               |                          |
| 18-may-69 | LA POESÍA DE NORIEGA VARELA                                                      |                                                       |                          |
| 25-may-69 | BERTRAND RUSSELL Y LA POESÍA                                                     |                                                       |                          |
| 01-jun-69 | DANTE EN LA LUNA                                                                 |                                                       |                          |
| 22-jun-69 | GEORGES POMPIDOU Y LA POESÍA                                                     |                                                       |                          |
| 29-jun-69 | POMPIDOU Y LA POESÍA FRANCESA II                                                 |                                                       |                          |
| 06-jul-69 | POMPIDOU Y LA POESÍA FRANCESA III                                                |                                                       |                          |
| 13-jul-69 | RODIN Y LOS POETAS                                                               |                                                       |                          |
| 27-jul-69 | JEAN-PIERRE ROSNAY Y SU "CLUB DE LOS POETAS"                                     | ROSNAY, JEAN-PIERRE                                   |                          |
| 31-jul-69 | SADA                                                                             |                                                       |                          |
| 01-ago-69 | CRÓNICAS DE LA FRANCIA ACTUAL                                                    |                                                       |                          |
| 03-ago-69 | "HISTORIA DEL PENSAMIENTO" DE JACQUES CHEVALIER                                  |                                                       |                          |
| 05-ago-69 | LOS GRANDES PERIÓDICOS                                                           |                                                       |                          |
| 07-ago-69 | LOS PERIÓODICOS II                                                               |                                                       |                          |
| 10-ago-69 | LA TELEVISIÓN EN COLOR EN LA ORTF                                                |                                                       |                          |
| 13-ago-69 | LA TELEVISIÓN EN COLOR                                                           |                                                       |                          |
| 17-ago-69 | "BIÓGRAFOS Y PANEGIRISTAS LATINOS"                                               |                                                       |                          |
| 24-ago-69 | "UNA NOCHE UN TREN"                                                              |                                                       |                          |
| 31-ago-69 | LA MÚSICA                                                                        |                                                       |                          |
| 07-sep-69 | EL TEATRO I                                                                      |                                                       |                          |
| 14-sep-69 | EL TEATRO II                                                                     |                                                       |                          |
| 21-sep-69 | "BIOGRAFOS Y PANEGIRISTAS LATINOS"                                               | HERRERO LLORENTE.                                     |                          |
| 28-sep-69 | ALBERTINE SARRAZIN Y LA ROSA                                                     |                                                       |                          |
| 05-oct-69 | "DESPUÉS DE LA CAÍDA"                                                            | MILER, ARTHUR                                         |                          |
| 12-oct-69 | PAUL ELUARD Y GEORGE POMPIDOU                                                    |                                                       |                          |
| 19-oct-69 | "MUNDO DE LOS JUGUETES"                                                          | BORRÁS, MARÍA LUISA.                                  |                          |
| 26-oct-69 | BECKETT O EL HONOR DEL HOMBRE                                                    | ANOUILH, JEAN                                         |                          |
| 02-nov-69 | LA QUINTAESENCIA ESTÉTICA DE MALRAUX                                             |                                                       |                          |
| 09-nov-69 | "O ACOMODADOR E OUTRAS NARRACIOS"                                                | SUÁREZ, MARCIAL                                       |                          |
| 16-nov-69 | LUIS PIMENTEL Y LAFORGUE I                                                       |                                                       |                          |
| 23-nov-69 | LUIS PIMENTEL Y LAFORGUE II                                                      |                                                       |                          |
| 30-nov-69 | LA POESÍA DE IGLESIA ALVARIÑO I                                                  |                                                       |                          |
| 07-dic-69 | LA POESÍA DE IGLESIA ALVARIÑO II                                                 |                                                       |                          |
| 14-dic-69 | "ISADORA"                                                                        |                                                       |                          |
| 21-dic-69 | "GRECIA ARCAICA"                                                                 | CHARBONNEAUX, JEAN.-                                  |                          |
| 28-dic-69 | LA EXPOSICIÓN DE FRANCISCO CREO                                                  | CREO, FRANCISCO                                       |                          |
| 04-ene-70 | CASTELAO Y EL LIRISMO GALLEGO                                                    |                                                       |                          |
| 11-ene-70 | MUSEO DE PEKÍIN                                                                  |                                                       |                          |
| 18-ene-70 | "OFELIO NOVIEMBRE, OFELIO DICIEMBRE..."                                          | VAELLO, JAIME.-                                       |                          |
| 25-ene-70 | LA POESÍA DE CARBALLO CALERO                                                     | CARBALLO CALERO                                       |                          |
| 01-feb-70 | LA ENUMERACION GEOGRÁFICA EN LA LÍRICA GALLEGA                                   |                                                       |                          |
| 08-feb-70 | ANTONIO TOVAR BOBILLO                                                            |                                                       |                          |
| 15-feb-70 | EL LIRISMO DE EDUARDO MOREIRAS                                                   |                                                       |                          |
| 22-feb-70 | LA POESÍA DE PURA VÁZQUEZ                                                        |                                                       |                          |
| 01-mar-70 | NEGROS, CASTELAO                                                                 |                                                       |                          |
| 08-mar-70 | LA POESÍA DE LUZ POZO GARZA                                                      |                                                       |                          |
| 15-mar-70 | LA POESÍA DE CELSO EMILIO FERREIRO I                                             |                                                       |                          |
| 22-mar-70 | LA POESÍA DE CELSO EMILIO FERREIRO II                                            |                                                       |                          |
| 05-abr-70 | "EL SATIRICÓN" DE FELLINI                                                        |                                                       |                          |
| 12-abr-70 | "PIRANDELLO", POR VICENZO JOSIA                                                  |                                                       |                          |
| 19-abr-70 | LA POESÍA EN IDIOMA GALLEGO DE TOMÁS BARROS                                      |                                                       |                          |
| 26-abr-70 | LA POESÍA DE NOVONEIRA                                                           |                                                       |                          |
| 03-may-70 | LEONOR DE AQUITANIA Y GALICIA                                                    |                                                       |                          |
| 04-may-70 | SEGURA TORRELLA EN "CEIBE"                                                       |                                                       |                          |
| 10-may-70 | LA POESÍA DE NOVONEIRA II                                                        |                                                       |                          |
| 17-may-70 | LA POESÍA DE LUIS SEOANE                                                         |                                                       |                          |
| 24-may-70 | "EL ENVÉS" Y "LABERINTO Y CIA"                                                   | CUNQUEIRO, ÁLVARO.-                                   |                          |
| 31-may-70 | GALICIA Y EL ACANTO                                                              |                                                       |                          |
| 07-jun-70 | DOS PINTORES GALLEGOS EN CASTRES                                                 | PUGA y CORREDOIRA                                     |                          |
| 14-jun-70 | EL JARDINERO DE SAN CARLOS                                                       |                                                       |                          |
| 21-jun-70 | ANTONIONI I                                                                      |                                                       |                          |
| 28-jun-70 | ANTONIONI II                                                                     |                                                       |                          |
| 05-jul-70 | LA PALABRA Y LAS COSAS EN LOS POEMAS DE MANUEL MARÍA                             | MANUEL MARÍA                                          |                          |
| 12-jul-70 | UNA IGNORANCIA DE PICASSO: PAYO GÓMEZ CHARINO                                    |                                                       |                          |
| 19-jul-70 | "TIEMPO DE MORIR"                                                                | ARAGON, LOUIS                                         |                          |
| 19-jul-70 | ELSA                                                                             | ARAGON, LOUIS                                         |                          |
| 02-ago-70 | LA POESÍA DE FRANCO GRANDE                                                       |                                                       |                          |
| 08-ago-70 | PRECISIONES SOBRE MARTÍN CODAX                                                   | MARTÍN CODAX                                          |                          |
| 16-ago-70 | LA POESÍA DE MARÍA MARIÑO                                                        |                                                       |                          |
| 23-ago-70 | ALEGRÍA Y DOLOR                                                                  | BEETHOVEN                                             |                          |
| 30-ago-70 | EL BÚHO Y EL ÁGUILA                                                              | SALINAS, PEDRO                                        |                          |
| 06-sep-70 | TREMENDO                                                                         | UNAMUNO                                               |                          |
| 13-sep-70 | ALDEBARAN                                                                        | UNAMUNO                                               |                          |
| 20-sep-70 | LA PREMONICION                                                                   | CAEDMON.-                                             |                          |
| 27-sep-70 | FUNDAMENTALMENTE POETA I                                                         | CUNQUEIRO, ÁLVARO                                     |                          |
| 04-oct-70 | FUDAMENTALMENTE POETA II                                                         |                                                       |                          |
| 11-oct-70 | EL AMIGO QUE MATO AL CISNE                                                       | CASTROVIEJO, JOSÉ MARÍA                               |                          |
| 18-oct-70 | MICHEL BUTOR, EL "CESTO" DE CARAVAGGIO Y LA VENERA                               |                                                       |                          |
| 25-oct-70 | SANTO DOMINGO DE SILOS Y LAS VENERAS                                             |                                                       |                          |
| 08-nov-70 | ESTUDIO SOBRE EL SÍMBOLO DE LA VENERA                                            |                                                       |                          |
| 15-nov-70 | LA VENERA SÍMBOLO DE RESURRECCIÓN ESPIRITUAL                                     |                                                       |                          |
| 29-nov-70 | PASTORELAS GALLEGAS I                                                            | ARLENE.-                                              |                          |
| 13-dic-70 | PASTORELAS GALLEGAS II                                                           |                                                       |                          |
| 20-dic-70 | PASTORELAS GALLEGAS III                                                          |                                                       |                          |
| 27-dic-70 | OS NOBRES CARREIROS                                                              | MOREIRAS, EDUARDO.-                                   |                          |
| 03-ene-71 | LA POESÍA DE BERNARDINO GRAÑA                                                    |                                                       |                          |
| 10-ene-71 | LA POESÍA DE SALVADOR GARCÍA BODAÑO                                              |                                                       |                          |
| 17-ene-71 | LA POESÍA DE LORENZO VARELA                                                      |                                                       |                          |
| 24-ene-71 | "BUENO"                                                                          | UNAMUNO.-                                             |                          |
| 31-ene-71 | UNAMUNO Y LA MÚSICA                                                              |                                                       |                          |
| 07-feb-71 | LA POESÍA DE MÉNDEZ FERRIN                                                       |                                                       |                          |
| 14-feb-71 | ESTHER DE CÁCERES                                                                |                                                       |                          |
| 21-feb-71 | LA ROSA DE PIEDRA                                                                |                                                       |                          |
| 28-feb-71 | LA IMAGEN Y EL LIBRO                                                             |                                                       |                          |
| 14-mar-71 | "EL JARDÍN DE LAS DELICIAS"                                                      | SAURA                                                 |                          |
| 21-mar-71 | SALVADOR DALÍ EN "ALFAR"                                                         |                                                       |                          |
| 28-mar-71 | UN DIBUJO DEL JOVEN DALÍ                                                         |                                                       |                          |
| 04-abr-71 | ROMANTICISMO Y EROTISMO                                                          | SEGAL, ERICH.-                                        |                          |
| 11-abr-71 | LÁGRIMAS, PERO NO ROMANTICISMO                                                   | SEGAL, ERICH.-                                        |                          |
| 18-abr-71 | AMANTES ROMÁNTICAS                                                               |                                                       |                          |
| 25-abr-71 | UNA PALABRA                                                                      |                                                       |                          |
| 02-may-71 | BALMES Y LOS SUCESOS DE 1846                                                     |                                                       |                          |
| 09-may-71 | LA POESÍA DE EMILIO ÁLVAREZ BLAZQUEZ                                             |                                                       |                          |
| 16-may-71 | "MIGUEL DELIBES" DE FRANCISCO UMBRAL                                             |                                                       |                          |
| 16-may-71 | "MIGUEL DELIBES" DE FRANCISCO UMBRAL                                             |                                                       |                          |
| 23-may-71 | LA POESÍA DE XOSE MARÍA ÁLVAREZ BLAZQUEZ                                         |                                                       |                          |
| 30-may-71 | GALLEGO-1                                                                        |                                                       |                          |
| 06-jun-71 | JULIO CASAL MUÑOZ                                                                |                                                       |                          |
| 13-jun-71 | EL XALO                                                                          |                                                       |                          |
| 20-jun-71 | "OPERACIONES POÉTICAS" DE GABRIEL CELAYA                                         |                                                       |                          |
| 27-jun-71 | KAYDEDA                                                                          |                                                       |                          |
| 04-jul-71 | EN EL CENTENARIO DE JOSÉ ENRIQUE RODO                                            |                                                       |                          |
| 11-jul-71 | LA ESPENUCA                                                                      |                                                       |                          |
| 18-jul-71 | VIDA Y ARTE EN PROUST                                                            |                                                       |                          |
| 25-jul-71 | FLORES EN PROUST: LOS ESPINOS                                                    |                                                       |                          |
| 01-ago-71 | FLORES EN PROUST: LOS NENÚFARES                                                  |                                                       |                          |
| 15-ago-71 | LAS ROSAS DE PROUST                                                              |                                                       |                          |
| 22-ago-71 | LA OROPÉNDOLA                                                                    |                                                       |                          |
| 29-ago-71 | OBRAS DE PICASSO EN EL "MUSEO CARLOS MASIDE"                                     |                                                       |                          |
| 05-sep-71 | EL CÓLERA DE 1854 EN LA CORUÑA                                                   |                                                       |                          |
| 17-oct-71 | "EL MEJOR DE LOS CUADROS"                                                        |                                                       |                          |
| 24-oct-71 | PICASSO,"BAJA DEL CAMPO RIFFEÑO"                                                 |                                                       |                          |
| 31-oct-71 | ANTE EL CEMENTERIO MARINO I                                                      |                                                       |                          |
| 07-nov-71 | ANTE EL CEMENTERIO MARINO II                                                     |                                                       |                          |
| 21-nov-71 | "XENTE DE AQUI E DE ACOLA" (CUNQUEIRO)                                           |                                                       |                          |
| 28-nov-71 | "DONDE EL AMOR INVENTA SU INFINITO"                                              | SALINAS, PEDRO                                        |                          |
| 05-dic-71 | NOVOA SANTOS Y LA MUERTE                                                         |                                                       |                          |
| 12-dic-71 | LA PLAZA DEL CAPITOLIO                                                           |                                                       |                          |
| 19-dic-71 | O CONDE ASESINO DE SOBRADO                                                       | SEOANE, LUIS                                          |                          |
| 09-ene-72 | LA PLAZA DE LA SEÑORÍA                                                           |                                                       |                          |
| 16-ene-72 | "O DESACOUGO", DE PURA VÁZQUEZ                                                   |                                                       |                          |
| 23-ene-72 | UN TRUHAN ENTRE TRUHANES                                                         | TIRSO DE MOLINA                                       |                          |
| 30-ene-72 | LA OSADÍA EN LA MUJER                                                            | TIRSO DE MOLINA                                       |                          |
| 06-feb-72 | "DON GIL" Y LAS PIERNAS DE JERÓNIMA                                              | TIRSO DE MOLINA                                       |                          |
| 13-feb-72 | EL CONDENADO POR CONFIADO                                                        | TIRSO DE MOLINA                                       |                          |
| 27-feb-72 | LA EXPOSICIÓN DE ANTONIO TENREIRO                                                |                                                       |                          |
| 05-mar-72 | EL "OP-ART"                                                                      |                                                       |                          |
| 12-mar-72 | LEONARDO DA VINCI EN T.V.E.                                                      |                                                       |                          |
| 26-mar-72 | CANOGAR                                                                          |                                                       |                          |
| 09-abr-72 | "TRÁFICO", DE TATI                                                               |                                                       |                          |
| 16-abr-72 | EL "OP-ART" EN MADRID                                                            |                                                       |                          |
| 23-abr-72 | "EL MENSAJERO", DE LOSEY                                                         |                                                       |                          |
| 30-abr-72 | "TESTIMONIO PERSONAL" DE GARCÍA SABELL I                                         |                                                       |                          |
| 07-may-72 | "TESTIMONIO PERSONAL", DE GARCÍA SABELL II                                       |                                                       |                          |
| 14-may-72 | "GRAMÁTICA CASTELLANA POR EL LICENCIADO VILLALON"                                |                                                       |                          |
| 21-may-72 | EL NACIMIENTO DEL IMPRESIONISMO                                                  | MONET                                                 |                          |
| 28-may-72 | LA PIETA DEL VATICANO                                                            |                                                       |                          |
| 04-jun-72 | ANTONIO LAGO, OTRA VEZ                                                           |                                                       |                          |
| 11-jun-72 | CAMELIAS EN LAS RÍAS ALTAS                                                       |                                                       |                          |
| 18-jun-72 | PAUL KLEE                                                                        |                                                       |                          |
| 02-jul-72 | "FOLLAS DE VAGAR", DE EDUARDO MOREIRAS                                           |                                                       |                          |
| 09-jul-72 | "QUINTANA VIVA", DE XOSE FILGUEIRA VALVERDE                                      |                                                       |                          |
| 16-jul-72 | LAS FRESAS                                                                       |                                                       |                          |
| 30-jul-72 | "SÓCRATES"                                                                       |                                                       |                          |
| 24-sep-72 | VENECIA Y EL TINTORETTO                                                          |                                                       |                          |
| 01-oct-72 | MONTHERLANT Y LA OLIMPIADA                                                       |                                                       |                          |
| 08-oct-72 | VENECIA: AGUA Y VIDRIO                                                           |                                                       |                          |
| 15-oct-72 | LA OBRA DE MARI CARMEN LLAMAS                                                    |                                                       |                          |
| 22-oct-72 | HEINRICH BOELL, PREMIO NOBEL                                                     |                                                       |                          |
| 29-oct-72 | "LA EDUCACIÓN DE PALMIRA"                                                        |                                                       |                          |
| 05-nov-72 | "DESPUÉS DE PROMETEO"                                                            |                                                       |                          |
| 12-nov-72 | GRETA GARBO                                                                      |                                                       |                          |
| 26-nov-72 | "AUTOESCOLHA POETICA", DE CELSO EMILIO FERREIRO                                  |                                                       |                          |
| 03-dic-72 | CANDO A TRISTURA NON E A AMARGURA                                                |                                                       |                          |
| 10-dic-72 | LA EXPOSICIÓN DE ALEJANDRO GONZÁLEZ PASCUAL                                      |                                                       |                          |
| 17-dic-72 | UN NUEVO MANOEL ANTONIO                                                          |                                                       |                          |
| 24-dic-72 | "CURANDERISMO Y SUPERSTICIÓN"                                                    | PÉREZ HERVADA, EDUARDO                                |                          |
| 07-ene-73 | EL ESTUDIO DEL LENGUAJE Y LA LIBERTAD INDIVIDUAL                                 |                                                       |                          |
| 21-ene-73 | LUIS SEOANE, GRABADOR                                                            |                                                       |                          |
| 28-ene-73 | MARÍA ESTUARDO                                                                   |                                                       |                          |
| 04-feb-73 | "A FUGITIVAS SOMBRAS DOY ABRAZOS"                                                | ?                                                     |                          |
| 18-feb-73 | "EXPERIENCIA PREMATRIMONIAL"                                                     |                                                       |                          |
| 25-feb-73 | EL HOMBRE COMO HISTORIA                                                          |                                                       |                          |
| 04-mar-73 | EL SIMBOLISMO EN LA PINTURA                                                      |                                                       |                          |
| 18-mar-73 | "LA CARA DE DIOS"                                                                | VALLE INCLÁN                                          |                          |
| 25-mar-73 | EL PRÓLOGO A "LA CARA DE DIOS"                                                   |                                                       |                          |
| 01-abr-73 | EL JOVEN RUBINSTEIN                                                              |                                                       |                          |
| 08-abr-73 | "VIDA Y FUGAS DE FANTO FANTINI"                                                  | CUNQUEIRO, ÁLVARO                                     |                          |
| 15-abr-73 | "JUAN SALVADOR GAVIOTA"                                                          | BACH, RICHARD                                         |                          |
| 29-abr-73 | "EN TORNO A LOPE"                                                                | ALONSO, DÁMASO                                        |                          |
| 06-may-73 | DE LOPE A BENAVENTE                                                              | ALONSO, DÁMASO                                        |                          |
| 13-may-73 | BORGES EN "ALFAR"                                                                |                                                       |                          |
| 20-may-73 | O EIXO                                                                           | SEOANE, LUIS                                          |                          |
| 27-may-73 | DE "ATLÁNTIDA" A "CEIBE"                                                         |                                                       |                          |
| 03-jun-73 | AZORÍN                                                                           |                                                       |                          |
| 17-jun-73 | LA REVISTA "ALFAR"                                                               |                                                       |                          |
| 24-jun-73 | EL LENGUAJE, CREACIÓN PERMANENTE                                                 |                                                       |                          |
| 01-jul-73 | EL IDIOMA GALLEGO, EN PLENA EVOLUCIÓN                                            |                                                       |                          |
| 08-jul-73 | LUIS TRABAZO, PINTOR                                                             |                                                       |                          |
| 15-jul-73 | RODIN EN MADRID                                                                  |                                                       |                          |
| 22-jul-73 | "LA POESÍA HELENÍSTICA"                                                          | KÖRTE, A                                              |                          |
| 19-ago-73 | ALFONSO ABELENDA                                                                 |                                                       |                          |
| 26-ago-73 | LA INFLUENCIA DE RAFAEL EN REMBRANDT                                             |                                                       |                          |
| 26-ago-73 | LA INFLUENCIA DE RAFAEL EN REMBRANDT                                             |                                                       |                          |
| 02-sep-73 | REMBRANDT Y RAFAEL                                                               |                                                       |                          |
| 09-sep-73 | LA EXPOSICIÓN DIONISIO FIERROS                                                   |                                                       |                          |
| 07-oct-73 | EN BUSCA DE COMBRAY                                                              |                                                       |                          |
| 14-oct-73 | EN EL JARDÍN DE LA ABSTRACCIÓN LÍRICA                                            | MONET.- GIVERNY                                       |                          |
| 21-oct-73 | LA DOBLE FAZ DEL RENACIMIENTO                                                    | VESPUCCI, SIMONETTA                                   |                          |
| 28-oct-73 | SIMONETTA EN EL CASTILLO DE CHANTILLY                                            | VESPUCCI, SIMONETTA.-                                 |                          |
| 03-nov-73 | RÓTERDAM Y EL "TITO DE REMBRANDT"                                                |                                                       |                          |
| 11-nov-73 | LA HAYA Y VERMEER                                                                |                                                       |                          |
| 18-nov-73 | LA "VISTA DE DELFT"                                                              |                                                       |                          |
| 25-nov-73 | ÁMSTERDAM Y SUS MUSEOS                                                           |                                                       |                          |
| 02-dic-73 | VAN GOGH EN EL MUSEO KROLLER-MULLER                                              |                                                       |                          |
| 09-dic-73 | "CAMPO DE TRIGO CON CUERVOS"                                                     |                                                       |                          |
| 16-dic-73 | POESÍA HEBRAICA MEDIEVAL I                                                       |                                                       |                          |
| 06-ene-74 | "CUATRO POETAS HEBRAICO-ESPAÑOLES" POR ROSA CASTILLO                             |                                                       |                          |
| 13-ene-74 | LA BELLEZA EN LA POBREZA                                                         | PREGO DE OLIVER                                       |                          |
| 20-ene-74 | "LA TRAGEDIA Y LOS TRÁGICOS GRIEGOS"                                             | MIGUEZ, JOSÉ ANTONIO                                  |                          |
| 27-ene-74 | MANUEL VIOLA Y OTRAS COSAS MÁS                                                   |                                                       |                          |
| 03-feb-74 | EL "POP ART" Y RÓMULO MACCIÓ                                                     |                                                       |                          |
| 10-feb-74 | TRES POEMAS DE "A IMAGEN Y SEMEJANZA"                                            | BARROS, TOMÁS                                         |                          |
| 17-feb-74 | "HISTORIAS E INVENCIONES DE FÉLIX MURIEL" (R. DIESTE)                            |                                                       |                          |
| 03-mar-74 | POR SENDAS DE ROMÁNICO RURAL                                                     |                                                       |                          |
| 10-mar-74 | POR RUTAS DE ROMÁNICO RURAL II                                                   |                                                       |                          |
| 17-mar-74 | INICIO                                                                           |                                                       |                          |
| 24-mar-74 | LA ESTÚPIDA MUERTE DE LA "TAÑEDORA DE GUITARRA"                                  | VERMEER                                               |                          |
| 31-mar-74 | LA BARQUITA                                                                      |                                                       |                          |
| 07-abr-74 | POMPIDOU Y LA POESÍA FRANCESA                                                    |                                                       |                          |
| 14-abr-74 | MONET, OTRA VEZ                                                                  |                                                       |                          |
| 21-abr-74 | GRABADOS DE MIRÓ                                                                 |                                                       |                          |
| 28-abr-74 | MARCEL PAGNOL                                                                    |                                                       |                          |
| 05-may-74 | ALFONSO COSTAFREDA                                                               |                                                       |                          |
| 12-may-74 | EMILIA PARDO BAZÁN ESTUDIADA POR VARELA JACOME I                                 |                                                       |                          |
| 19-may-74 | EMILIA PARDO BAZÁN ESTUDIADA POR VARELA JACOME II                                |                                                       |                          |
| 26-may-74 | LA CORUÑA Y "MARINEDA" A TRAVÉS DEL ESTUDIO V. JACOME                            |                                                       |                          |
| 02-jun-74 | "LA PRIMA ANGÉLICA"                                                              | SAURA                                                 |                          |
| 09-jun-74 | "LA FIGURA HUMANA"                                                               |                                                       |                          |
| 16-jun-74 | CÉZANNE Y VIRGILIO                                                               |                                                       |                          |
| 23-jun-74 | LA "MOSTRA" DE LA "GALERÍA MESTRE MATEO"                                         |                                                       |                          |
| 30-jun-74 | SAN ANTOLIN DE TOQUES                                                            |                                                       |                          |
| 07-jul-74 | ORIGINALIDAD Y PLAGIO                                                            |                                                       |                          |
| 14-jul-74 | ALBERTO ÁLVAREZ Y EL AMOR A LA OBRA                                              |                                                       |                          |
| 21-jul-74 | "PRIMAVEIRA NO LOR", DE EDUARDO MOREIRAS                                         |                                                       |                          |
| 28-jul-74 | LA EXPOSICIÓN DE VÁZQUEZ DÍAZ                                                    |                                                       |                          |
| 11-ago-74 | ARTÍCULOS DE VÁZQUEZ DÍAZ                                                        |                                                       |                          |
| 18-ago-74 | PALABRA Y SOCIEDAD                                                               |                                                       |                          |
| 29-sep-74 | VENECIA, GRAN ESCENARIO                                                          |                                                       |                          |
| 06-oct-74 | ¿SE HUNDE VENECIA?                                                               |                                                       |                          |
| 13-oct-74 | ALBERTO DATAS EN LA "SALA GIANNINI"                                              |                                                       |                          |
| 18-oct-74 | ALEJANDRO GONZÁLEZ PASCUAL EN "CEIBE"                                            |                                                       |                          |
| 20-oct-74 | LAS BIENALES DE VENECIA                                                          |                                                       |                          |
| 27-oct-74 | TIZIANO Y LOS DOLOMITAS                                                          |                                                       |                          |
| 03-nov-74 | GOETHE Y EL LAGO DE GARDA                                                        |                                                       |                          |
| 10-nov-74 | DOÑA EMILIA Y LA REALIZACIÓN DEL SER I                                           |                                                       |                          |
| 17-nov-74 | DOÑA EMILIA Y LA REALIZACIÓN DEL SER II                                          |                                                       |                          |
| 24-nov-74 | JOSÉ MARÍA DE LABRA EN LA "SALA GIANNINI"                                        |                                                       |                          |
| 26-nov-74 | ANTONIO LÓPEZ EN LA ASOCIACIÓN DE ARTISTAS                                       | LÓPEZ, ANTONIO.-                                      |                          |
| 01-dic-74 | LEIS O LA PIEDRA GALLEGA                                                         |                                                       |                          |
| 08-dic-74 | LA IMPRECISIÓN DE LA NOVELA                                                      |                                                       |                          |
| 15-dic-74 | HORACIO Y SU ESTELA                                                              |                                                       |                          |
| 31-dic-74 | LA PINTURA GALLEGA EN 1974, VISTA DESDE LA CORUÑA                                |                                                       |                          |
| 05-ene-75 | FUNCIÓN SOCIAL DEL ARTE I                                                        |                                                       |                          |
| 12-ene-75 | FUNCIÓN SOCIAL DEL ARTE II                                                       |                                                       |                          |
| 19-ene-75 | FUNCIÓN SOCIAL DEL ARTE III                                                      |                                                       |                          |
| 26-ene-75 | FUNCIÓN SOCIAL DEL ARTE IV                                                       |                                                       |                          |
| 02-feb-75 | "EL COMEDOR", DE Mª ELENA GAGO, O LA CONSAGRACIÓN DE UNA ARTISTA                 | GAGO, MARÍA ELENA                                     |                          |
| 09-feb-75 | "EL AMOR DEL CAPITÁN BRANDO"                                                     | TEBAR, JUAN                                           |                          |
| 16-feb-75 | "SERIE RETRATOS", EN "GIANNINI"                                                  |                                                       |                          |
| 23-feb-75 | EL ARTE MURAL Y LA ILUSTRACIÓN DE LUIS SEOANE                                    |                                                       |                          |
| 02-mar-75 | ESCULTURAS DE MON VASCO EN "OS ARCADOS"                                          |                                                       |                          |
| 09-mar-75 | "OS EIDOS-2", DE UXIO NOVONEIRA I                                                |                                                       |                          |
| 16-mar-75 | "OS EIDOS-2", DE UXIO NOVONEIRA II                                               |                                                       |                          |
| 20-abr-75 | EL ESCULTOR ALBERTO                                                              |                                                       |                          |
| 27-abr-75 | LOS VERMEER DE LA NATIONAL GALLERY                                               |                                                       |                          |
| 04-may-75 | XESUS FERRO COUSELO                                                              |                                                       |                          |
| 11-may-75 | EL DESNUDO EN VELÁZQUEZ                                                          |                                                       |                          |
| 18-may-75 | GODOY Y "LA MAJA DESNUDA"                                                        |                                                       |                          |
| 25-may-75 | GOYA Y LA DUQUESA DE ALBA                                                        |                                                       |                          |
| 01-jun-75 | "EL PRADO", DE PABLO SERRANO                                                     |                                                       |                          |
| 08-jun-75 | LEOPOLDO NOVOA EN "MESTRE MATEO"                                                 |                                                       |                          |
| 15-jun-75 | TAPIES                                                                           |                                                       |                          |
| 22-jun-75 | LA NOCHE DE SAN JUAN                                                             |                                                       |                          |
| 29-jun-75 | LA RELATIVIDAD DE LA BELLEZA                                                     |                                                       |                          |
| 06-jul-75 | "LA OTRA GENTE"                                                                  | CUNQUEIRO, ÁLVARO                                     |                          |
| 13-jul-75 | MIGUEL ÁNGEL, EN SU QUINTO CENTENARIO                                            |                                                       |                          |
| 20-jul-75 | LA NECESIDAD DEL ARTE                                                            |                                                       |                          |
| 27-jul-75 | AVRANCHES Y LA MEMORIA INVOLUNTARIA                                              |                                                       |                          |
| 10-ago-75 | COROT                                                                            |                                                       |                          |
| 17-ago-75 | LA EXPOSICIÓN DE PUIGJANER, EN GIANNINI                                          |                                                       |                          |
| 24-ago-75 | EN TORNO DE LA BELLEZA                                                           |                                                       |                          |
| 31-ago-75 | LA EXPOSICIÓN DE LATAPIE                                                         |                                                       |                          |
| 07-sep-75 | POESÍA Y LITERATURA                                                              |                                                       |                          |
| 14-sep-75 | EL ESCRITOR                                                                      |                                                       |                          |
| 21-sep-75 | LA PALABRA POÉTICA                                                               |                                                       |                          |
| 01-oct-75 | ¿EL DOLOR DE VIVIR?                                                              |                                                       |                          |
| 19-oct-75 | LUIS SEOANE, OTRA VEZ                                                            |                                                       |                          |
| 02-nov-75 | ¿EL DOLOR DE VIVIR?                                                              |                                                       |                          |
| 09-nov-75 | UN COLOR AMARILLO                                                                | BRUEGEL                                               |                          |
| 16-nov-75 | LA POESÍA NO EXISTE (EUGENIO MONTALE) TRADUCCIÓN                                 |                                                       |                          |
| 30-nov-75 | LA RELATIVIDAD DE LOS VALORES                                                    |                                                       |                          |
| 07-dic-75 | MOLINA CIGES EN "GIANNINI"                                                       |                                                       |                          |
| 14-dic-75 | ERNESTO DEIRA EN "MESTRE MATEO"                                                  |                                                       |                          |
| 27-dic-75 | ALEJANDRO GONZÁLEZ PASCUAL EN "TORQUES"                                          |                                                       |                          |
| 04-ene-76 | CUANDO HABLA EL SILENCIO                                                         | GAGO, MARÍA ELENA                                     |                          |
| 11-ene-76 | "FEDRA" DE GARCÍA VIÑO                                                           |                                                       |                          |
| 18-ene-76 | EL ACERCAMIENTO AL POEMA                                                         |                                                       |                          |
| 25-ene-76 | "INSECTARIO" DE LUIS SEOANE                                                      |                                                       |                          |
| 01-feb-76 | QUIZÁ, EL MÁS BELLO LIBRO DEL MUNDO I                                            |                                                       |                          |
| 08-feb-76 | QUIZÁ, EL MÁS BELLO LIBRO DEL MUNDO II                                           |                                                       |                          |
| 15-feb-76 | AVIÑÓN Y PICASSO                                                                 |                                                       |                          |
| 22-feb-76 | DIBUJOS DE ALFONSO ABELENDA EN "CEIBE"                                           |                                                       |                          |
| 29-feb-76 | TINTORETTO Y LOS CAMBIOS EN LA VALORACIÓN ESTÉTICA                               | TINTORETTO                                            |                          |
| 07-mar-76 | LAS CAMELIAS                                                                     |                                                       |                          |
| 14-mar-76 | FRANCISCO MORENO GALVÁN EN "GIANNNI"                                             |                                                       |                          |
| 21-mar-76 | EL ARTE COMO PROBLEMA                                                            |                                                       |                          |
| 28-mar-76 | "BLOW-UP", DE ANTONIONI                                                          |                                                       |                          |
| 04-abr-76 | TOMÁS BARROS COMO PINTOR                                                         |                                                       |                          |
| 11-abr-76 | LEONARDO DA VINCI I                                                              |                                                       |                          |
| 18-abr-76 | LEONARDO DA VINCI II                                                             |                                                       |                          |
| 25-abr-76 | LEONARDO DA VINCI III                                                            |                                                       |                          |
| 02-may-76 | EVOCACIÓN DE MONT SAINT MICHEL                                                   |                                                       |                          |
| 09-may-76 | SEGURA TORRELLA EN "CEIBE"                                                       |                                                       |                          |
| 23-may-76 | CON ANTONIO LAGO, EN PARÍS                                                       |                                                       |                          |
| 30-may-76 | ISAAC DÍAZ PARDO                                                                 |                                                       |                          |
| 06-jun-76 | CARISMA, ECONOMÍA Y ARTE I                                                       |                                                       |                          |
| 13-jun-76 | CARISMA, ECONOMÍA Y ARTE II                                                      |                                                       |                          |
| 20-jun-76 | EN LA MUERTE DE ALVAR AALTO I                                                    |                                                       |                          |
| 27-jun-76 | EN LA MUERTE DE ALVAR AALTO II                                                   |                                                       |                          |
| 04-jul-76 | UNA CUMBRE DEL ARTE CONTEMPORÁNEO: TOMASELLO I                                   |                                                       |                          |
| 11-jul-76 | UNA CUMBRE DEL ARTE CONTEMPORÁNEO: TOMASELLO II                                  |                                                       |                          |
| 18-jul-76 | "AS FACIANAS DO EROTISMO CONTEMPORANEO" I                                        |                                                       |                          |
| 25-jul-76 | "AS FACIANAS DO EROTISMO CONTEMPORANEO" II                                       |                                                       |                          |
| 08-ago-76 | EL CONOCIMIENTO AMOROSO                                                          |                                                       |                          |
| 15-ago-76 | "LOS PASOS LITORALES" DE JIMÉNEZ MARTOS                                          |                                                       |                          |
| 22-ago-76 | "JULIO CÉSAR" DE SHAKESPEARE                                                     |                                                       |                          |
| 29-ago-76 | EVA HANSKA Y BALZAC I                                                            |                                                       |                          |
| 05-sep-76 | EVA HANSKA Y BALZAC II                                                           |                                                       |                          |
| 17-oct-76 | LA EXPOSICIÓN DE ANTONIO LAGO EN "GIANNINI" I                                    |                                                       |                          |
| 24-oct-76 | LA EXPOSICIÓN DE ANTONIO LAGO II                                                 |                                                       |                          |
| 31-oct-76 | "PROHIBIDO NO SOÑAR"                                                             |                                                       |                          |
| 07-nov-76 | "VERBAS DERRADEIRAS" DE LUZ POZO                                                 |                                                       |                          |
| 13-nov-76 | LA NUEVA EXPOSICIÓN DE ANTONIO TENREIRO                                          |                                                       |                          |
| 14-nov-76 | GONZÁLEZ PASCUAL EN "CEIBE"                                                      |                                                       |                          |
| 21-nov-76 | CALDER                                                                           |                                                       |                          |
| 28-nov-76 | MALRAUX Y EL ARTE                                                                |                                                       |                          |
| 05-dic-76 | MALRAUX Y LA REINA DE SABA                                                       |                                                       |                          |
| 12-dic-76 | "NUNCA FUE BLANCA ATENAS"                                                        |                                                       |                          |
| 19-dic-76 | LE PARC EN LA CORUÑA I                                                           |                                                       |                          |
| 26-dic-76 | LE PARC EN LA CORUÑA II                                                          |                                                       |                          |
| 02-ene-77 | "INFORME SOBRE LA POESÍA ESPAÑOLA"                                               | JIMÉNEZ MARTOS                                        |                          |
| 09-ene-77 | LA LEYENDA DE LOS REYES MAGOS I                                                  |                                                       |                          |
| 16-ene-77 | LA LEYENDA DE LOS REYES MAGOS II                                                 |                                                       |                          |
| 23-ene-77 | LA LEYENDA DE LOS REYES MAGOS III                                                |                                                       |                          |
| 30-ene-77 | LA ACRÓPOLIS DE ATENAS I                                                         |                                                       |                          |
| 06-feb-77 | LA ACRÓPOLIS DE ATENAS II                                                        |                                                       |                          |
| 13-feb-77 | LA ACRÓPOLIS DE ATENAS III                                                       |                                                       |                          |
| 20-feb-77 | GRECIA EL PAISAJE Y EL HOMBRE                                                    |                                                       |                          |
| 27-feb-77 | "EL SENTIDO DE LA CIUDAD"                                                        | RODRÍGUEZ MAS, ANTONIO                                |                          |
| 06-mar-77 | "ARTE DE HOY, ARTE DE FUTURO" I                                                  | GARCÍA VIÑÓ, MANUEL                                   |                          |
| 13-mar-77 | "ARTE DE HOY, ARTE DE FUTURO" II                                                 |                                                       |                          |
| 20-mar-77 | "ARTE DE HOY, ARTE DE FUTURO" III                                                |                                                       |                          |
| 27-mar-77 | "MATERNIDADES EN GIANNINI" I                                                     |                                                       |                          |
| 03-abr-77 | "MATERNIDADES" EN GIANNINI II                                                    |                                                       |                          |
| 10-abr-77 | EN TORNO A "EL INOCENTE" I                                                       | VISCONTI                                              |                          |
| 17-abr-77 | EN TORNO A "EL INOCENTE" II                                                      |                                                       |                          |
| 24-abr-77 | "BARRY LYDON", DE KUBRICK                                                        | KUBRICK                                               |                          |
| 01-may-77 | EL "CENTRO POMPIDOU" DE PARÍS                                                    |                                                       |                          |
| 08-may-77 | "PORTERO DE NOCHE"                                                               |                                                       |                          |
| 29-may-77 | YUGOSLAVIA: DUBROVNIK                                                            |                                                       |                          |
| 05-jun-77 | YUGOSLAVIA: SPALATO Y TROGIR                                                     |                                                       |                          |
| 19-jun-77 | YUGOSLAVIA Y EL CANTO DEL GALLO                                                  |                                                       |                          |
| 26-jun-77 | YUGOSLAVIA: LOS TAPICES                                                          |                                                       |                          |
| 03-jul-77 | "YERBA Y OLVIDO" DE CARLOS MURCIANO                                              |                                                       |                          |
| 10-jul-77 | TRES CREADORES GALLEGOS                                                          |                                                       |                          |
| 17-jul-77 | EN TORNO A UN POEMA DE ÁLVARO CUNQUEIRO                                          | CUNQUEIRO, ÁLVARO                                     |                          |
| 24-jul-77 | LOS GRITOS ROJOS EN RUBENS                                                       |                                                       |                          |
| 07-ago-77 | LA CORUÑA Y LA LIBERTAD                                                          |                                                       |                          |
| 13-ago-77 | "DON JUAN", DE MOZART                                                            |                                                       |                          |
| 18-ago-77 | EL "DON JUAN", DE MOZART II                                                      |                                                       |                          |
| 28-ago-77 | LA CRUZ DE LOS ÁNGELES                                                           |                                                       |                          |
| 04-sep-77 | LAS CRUCES Y LA ARQUETA                                                          |                                                       |                          |
| 11-sep-77 | LA EXPOSICIÓN DE GONZÁLEZ LAMATA                                                 |                                                       |                          |
| 18-sep-77 | RUBENS Y ELENA I                                                                 |                                                       |                          |
| 25-sep-77 | RUBENS Y ELENA II                                                                |                                                       |                          |
| 02-oct-77 | RUBENS Y ELENA III                                                               |                                                       |                          |
| 09-oct-77 | "LAS CUATRO ESTACIONES DE LA ESCULTURA"                                          | VASCO, MON                                            |                          |
| 16-oct-77 | LA PINTURA DE CONCHA IBÁÑEZ                                                      | IBÁÑEZ, CONCHA                                        |                          |
| 30-oct-77 | URBINO I                                                                         |                                                       |                          |
| 06-nov-77 | URBINO II                                                                        |                                                       |                          |
| 12-nov-77 | LUIS CARUNCHO                                                                    |                                                       |                          |
| 13-nov-77 | URBINO III                                                                       |                                                       |                          |
| 20-nov-77 | ASÍS                                                                             |                                                       |                          |
| 23-nov-77 | APUNTE, EN TINTA SOBRE LAXEIRO                                                   |                                                       |                          |
| 27-nov-77 | ASÍS II                                                                          |                                                       |                          |
| 02-dic-77 | FILGUEIRA VALVERDE Y LA LÍRICA MEDIEVAL GALLEGA I                                | FILGUEIRA VALVERDE                                    |                          |
| 03-dic-77 | FILGUEIRA VALVERDE Y LA LÍRICA MEDIEVAL GALLEGA II                               |                                                       |                          |
| 11-dic-77 | ASÍS III                                                                         |                                                       |                          |
| 18-dic-77 | ASÍS IV                                                                          |                                                       |                          |
| 28-dic-77 | SAN MARINO                                                                       |                                                       |                          |
| 31-dic-77 | PINTURA GALLEGA ACTUAL                                                           |                                                       |                          |
| 08-ene-78 | SANTA MARÍA DE CAMBRE I                                                          |                                                       |                          |
| 15-ene-78 | SANTA MARÍA DE CAMBRE II                                                         |                                                       |                          |
| 22-ene-78 | SANTA MARÍA DE CAMBRE III                                                        |                                                       |                          |
| 29-ene-78 | SAN MIGUEL DE BREAMO I                                                           |                                                       |                          |
| 05-feb-78 | SAN MIGUEL DE BREAMO II                                                          |                                                       |                          |
| 12-feb-78 | SAN MIGUEL DE BREAMO III                                                         |                                                       |                          |
| 05-mar-78 | FRANCISCO CREO EN "ADRO"                                                         |                                                       |                          |
| 12-mar-78 | ERNESTO DEIRA                                                                    |                                                       |                          |
| 19-mar-78 | JULIÁN CASADO, PREMIO DEL CÍRCULO DE BELLAS ARTES                                |                                                       |                          |
| 26-mar-78 | LA INQUIETUD ANTE EL BOSCO I                                                     |                                                       |                          |
| 02-abr-78 | LA INQUIETUD ANTE EL BOSCO II                                                    |                                                       |                          |
| 09-abr-78 | LA INQUIETUD ANTE EL BOSCO III                                                   |                                                       |                          |
| 16-abr-78 | LA INQUIETUD ANTE EL BOSCO IV                                                    |                                                       |                          |
| 23-abr-78 | LA INQUIETUD ANTE EL BOSCO V                                                     |                                                       |                          |
| 07-may-78 | "PROVIDENCE" DE ALAIN RESNAIS I                                                  |                                                       |                          |
| 14-may-78 | "PROVIDENCE", DE ALAIN RESNAIS II                                                |                                                       |                          |
| 28-may-78 | "PROVIDENCE",DE ALAIN RESNAIS III                                                |                                                       |                          |
| 11-jun-78 | SILVERIO RIVAS EN "MESTRE MATEO"                                                 |                                                       |                          |
| 18-jun-78 | "NEGRO VUELO DE CUERVO" DE VÁZQUEZ ALONSO                                        |                                                       |                          |
| 02-jul-78 | MANIERISMO                                                                       |                                                       |                          |
| 09-jul-78 | ALFONSO ABELENDA EN "ARABESQUE"                                                  |                                                       |                          |
| 16-jul-78 | LAS TÓRTOLAS                                                                     |                                                       |                          |
| 30-jul-78 | ANTONIO TENREIRO, EN "ADRO"                                                      |                                                       |                          |
| 13-ago-78 | LOS OCHENTA AÑOS DEL ESCULTOR HENRY MOORE I                                      |                                                       |                          |
| 20-ago-78 | LOS OCHENTA AÑOS DEL ESCULTOR HENRY MOORE II                                     |                                                       |                          |
| 27-ago-78 | LOS OCHENTA AÑOS DEL ESCULTOR HENRY MOORE III                                    |                                                       |                          |
| 03-sep-78 | LA EXPOSICIÓN DE XESUS CORREDOIRA (I)                                            |                                                       |                          |
| 10-sep-78 | LA EXPOSICIÓN DE XESUS CORREDOIRA II                                             |                                                       |                          |
| 22-oct-78 | ESPACIO Y LUZ I                                                                  |                                                       |                          |
| 29-oct-78 | ESPACIO Y LUZ II                                                                 |                                                       |                          |
| 05-nov-78 | ESPACIO Y LUZ III                                                                |                                                       |                          |
| 19-nov-78 | ESPACIO Y LUZ IV                                                                 |                                                       |                          |
| 22-nov-78 | RECUERDO DE GIORGIO DE CHIRICO                                                   |                                                       |                          |
| 23-nov-78 | IMPORTANTE EXPOSICIÓN DE ALEJANDRO GONZÁLEZ PASCUAL                              |                                                       |                          |
| 26-nov-78 | ESPACIO Y LUZ V                                                                  |                                                       |                          |
| 03-dic-78 | ESPACIO Y LUZ VI                                                                 |                                                       |                          |
| 10-dic-78 | EL ESPACIO EN LA OBRA DE FERNÁNDEZ ALBALAT                                       |                                                       |                          |
| 17-dic-78 | UN MURAL DE ALBERTO DATAS                                                        |                                                       |                          |
| 24-dic-78 | LA PINTURA DE MANUEL PREGO                                                       |                                                       |                          |
| 31-dic-78 | DIBUJOS DE LA REAL FÁBRICA DE SARGADELOS                                         |                                                       |                          |
| 04-ene-79 | LA MÁS ANTIGUA REPRESENTACIÓN DE LA T. DE HÉRCULES I                             |                                                       |                          |
| 05-ene-79 | LA MÁS ANTIGUA REPRESENTACIÓN DE LA T. DE HÉRCULES II                            |                                                       |                          |
| 06-ene-79 | LA MÁS ANTIGUA REPRESENTACIÓN DE LA T. DE HÉRCULES III                           |                                                       |                          |
| 07-ene-79 | UN CUADRO DE LAGO, EN "GIANNINI"                                                 |                                                       |                          |
| 14-ene-79 | ELÍAS CASTRO, EN "GIANNINI"                                                      |                                                       |                          |
| 21-ene-79 | EL SIGNO X                                                                       |                                                       |                          |
| 28-ene-79 | EL HÉROE Y EL DRAGÓN I                                                           |                                                       |                          |
| 04-feb-79 | EL HÉROE Y EL DRAGÓN II                                                          |                                                       |                          |
| 11-feb-79 | EL HÉROE Y EL DRAGÓN III                                                         |                                                       |                          |
| 18-feb-79 | EL HÉROE Y EL DRAGÓN IV                                                          |                                                       |                          |
| 04-mar-79 | EL HÉROE Y EL DRAGÓN V                                                           |                                                       |                          |
| 11-mar-79 | EL HÉROE Y EL DRAGÓN VI                                                          |                                                       |                          |
| 18-mar-79 | "TEATRO GRIEGO"                                                                  |                                                       |                          |
| 25-mar-79 | LEYENDAS DE LA CORUÑA I                                                          |                                                       |                          |
| 08-abr-79 | LEYENDAS CORUÑESAS II                                                            |                                                       |                          |
| 15-abr-79 | LEYENDAS CORUÑESAS III                                                           |                                                       |                          |
| 22-abr-79 | LEYENDAS CORUÑESAS IV                                                            |                                                       |                          |
| 29-abr-79 | LEYENDAS DE LA CORUÑA V                                                          |                                                       |                          |
| 06-may-79 | LEYENDAS DE LA CORUÑA VI                                                         |                                                       |                          |
| 13-may-79 | "IMÁGENES DE GALICIA" (LUIS SEOANE)                                              |                                                       |                          |
| 20-may-79 | MARÍA ELENA GAGO, EN "GIANNINI"                                                  |                                                       |                          |
| 27-may-79 | "OS OUTROS FEIRANTES"                                                            | CUNQUEIRO, ÁLVARO                                     |                          |
| 03-jun-79 | EL RETABLO DE ISENHEIN, DE GRUNEWALD                                             |                                                       |                          |
| 10-jun-79 | SIMBOLISMO Y MISTICISMO EN GRUNEWALD                                             |                                                       |                          |
| 17-jun-79 | COLOR Y LUZ EN GRUNEWALD                                                         |                                                       |                          |
| 24-jun-79 | GRUNEWALD Y NUESTRO TIEMPO                                                       |                                                       |                          |
| 01-jul-79 | INDIVIDUO Y SOCIEDAD EN ARTE                                                     |                                                       |                          |
| 08-jul-79 | EL POZO DE MOISÉS, DE SLUTER                                                     |                                                       |                          |
| 15-jul-79 | ¿VOLVERÁN LAS OSCURAS GOLONDRINAS?                                               |                                                       |                          |
| 22-jul-79 | EL CEMENTERIO DE SANTA EULALIA DE LIANS                                          |                                                       |                          |
| 29-jul-79 | "OS ESCUROS SOÑOS DE CLIO" (CARLOS CASARES)                                      |                                                       |                          |
| 04-ago-79 | ALFONSO IX Y LA CORUÑA                                                           |                                                       |                          |
| 05-ago-79 | EL GOCE DE VIVIR                                                                 |                                                       |                          |
| 12-ago-79 | EL RENACIMIENTO DEL DESNUDO                                                      |                                                       |                          |
| 19-ago-79 | VENUS Y EL HUMANISMO                                                             |                                                       |                          |
| 25-ago-79 | EL SIGLO XI EN GALICIA. LA REINA DÑª. SANCHA                                     |                                                       |                          |
| 26-ago-79 | EL DESNUDO EN LEONARDO, MIGUEL ÁNGEL Y RAFAEL                                    |                                                       |                          |
| 02-sep-79 | EXALTACIÓN LÍRICA DE LA SENSUALIDAD                                              |                                                       |                          |
| 09-sep-79 | TIZIANO Y LA POESÍA DE LA MUJER                                                  |                                                       |                          |
| 19-sep-79 | RECUERDO DE JUANA DE IBARBOUROU                                                  |                                                       |                          |
| 07-oct-79 | EXPOSICIÓN ANTOLÓGICA DE COLMEIRO                                                |                                                       |                          |
| 04-nov-79 | "LA NINFA Y EL PASTOR", DE TICIANO                                               |                                                       |                          |
| 11-nov-79 | "LOS TIEMPOS DE LAS PIRÁMIDES"                                                   | ALDRED, CIRYL                                         |                          |
| 16-nov-79 | "UN MUNDO QUE AGONIZA", POR MIGUEL DELIBES                                       |                                                       |                          |
| 18-nov-79 | PREGO DE OLIVER, EN "CATRO"                                                      |                                                       |                          |
| 25-nov-79 | MARÍA ELENA GAGO, EN "CITANIA"                                                   |                                                       |                          |
| 09-dic-79 | "EL PINTOR EN SU TALLER", DE VERMEER                                             |                                                       |                          |
| 06-ene-80 | ENCICLOPEDIA DEL ARTE LÍRICO I                                                   |                                                       |                          |
| 13-ene-80 | LA ÓPERA II                                                                      |                                                       |                          |
| 20-ene-80 | "O LIBRO DOS MORTOS", DE EDUARDO MOREIRAS                                        |                                                       |                          |
| 27-ene-80 | PIRANESI I                                                                       |                                                       |                          |
| 03-feb-80 | PIRANESI II                                                                      |                                                       |                          |
| 10-feb-80 | "ADRAL", DE XOSE FILGUEIRA VALVERDE                                              |                                                       |                          |
| 17-feb-80 | LA TEMPORALIDAD GALLEGA                                                          |                                                       |                          |
| 24-feb-80 | EL TIEMPO COMO SUEÑO                                                             |                                                       |                          |
| 02-mar-80 | "SOLO LO FUGITIVO..."                                                            |                                                       |                          |
| 09-mar-80 | "LA CREACIÓN LITERARIA DE RAFAEL DIESTE" I                                       |                                                       |                          |
| 16-mar-80 | "LA CREACIÓN LITERARIA DE RAFAEL DIESTE II"                                      |                                                       |                          |
| 23-mar-80 | LA COMEDIA GRIEGA                                                                | MIGUEZ, JOSÉ ANTONIO                                  |                          |
| 29-mar-80 | MOREIRAS Y CUNQUEIRO                                                             |                                                       | SÁBADO LITERARIO. PUEBLO |
| 06-abr-80 | "LA ESPAÑA POPULAR" I                                                            | FLORES, CARLOS                                        |                          |
| 20-abr-80 | "LA ESPAÑA POPULAR" II                                                           |                                                       |                          |
| 02-may-80 | LOS GRABADOS DE MANUEL FACAL                                                     |                                                       |                          |
| 08-jun-80 | LA EXPOSICIÓN INTERNACIONAL DE MONET EN PARÍS                                    |                                                       |                          |
| 15-jun-80 | EL CAMINO A LA ABSTRACCIÓN EN LA PINTURA DE MONET                                |                                                       |                          |
| 28-jun-80 | RAFAEL DIESTE                                                                    |                                                       | SÁBADO LITERARIO. PUEBLO |
| 06-jul-80 | O CAUREL, CANTADO POR NOVONEYRA                                                  |                                                       |                          |
| 08-jul-80 | LAS CALIDADES DE LAGO RIVERA                                                     |                                                       |                          |
| 10-ago-80 | UN MUNDO DIFERENTE EN CUANTO A HABITANTES, FLORA, FAUNA Y COSTUMBRES             |                                                       |                          |
| 31-ago-80 | EXPONEN TREINTA PINTORES CORUÑESES                                               |                                                       |                          |
| 07-sep-80 | HOMENAJE CORUÑÉS A PINTORES FERROLANOS                                           |                                                       |                          |
| 14-sep-80 | ATLÁNTICA                                                                        |                                                       |                          |
| 12-oct-80 | EL MUSEO DE ARTE CONTEMPORÁNEO DE VILLAFAMES                                     |                                                       |                          |
| 02-nov-80 | QUESSADA, CON EL MISMO DIBUJO Y PERSPECTIVA                                      |                                                       |                          |
| 13-nov-80 | LA SUAVE FIRMEZA DE LA PINTURA DE ALEJANDRO GONZÁLEZ PASCUAL.                    |                                                       |                          |
| 16-nov-80 | LA FUNCIONALIDAD DE LA VIVIENDA RURAL                                            | BAS LÓPEZ, BEGOÑA                                     |                          |
| 23-nov-80 | ¿ESTÁ EL ARTE EN CRISIS?                                                         |                                                       |                          |
| 07-dic-80 | UN REPASO A LAS TEORÍAS DE VANGUARDIA                                            |                                                       |                          |
| 28-dic-80 | EL LENGUAJE DEL ARTE                                                             |                                                       |                          |
| 31-dic-80 | LAS BIBLIOTECAS PÚBLICAS DE GALICIA: REALIDAD Y PERSPECTIVAS                     |                                                       |                          |
| 04-ene-81 | EL ESTORNINO, UN PÁJARO CON SENTIDO SOCIAL                                       |                                                       |                          |
| 18-ene-81 | EL COMIENZO DE LA DÉCADA                                                         |                                                       |                          |
| 25-ene-81 | UN MITO NACIDO DE LA CATÁSTROFE (SALOMÉ)                                         |                                                       |                          |
| 31-ene-81 | SATANÁS Y LA COSMOLOGÍA                                                          |                                                       |                          |
| 07-feb-81 | DE LAS CALZADAS ROMANAS A LAS VÍAS DE MÁXIMA VELOCIDAD                           |                                                       |                          |
| 08-feb-81 | EL MITO DE LAS CRUZADAS                                                          |                                                       |                          |
| 22-feb-81 | JOSÉ BALSAMO, MÁS ALLÁ DE LA NOVELA                                              | DUMAS, ALEJANDRO                                      |                          |
| 01-mar-81 | MINIATURAS Y RITMO (EN LA MUERTE DE ÁLVARO CUNQUEIRO)                            |                                                       |                          |
| 08-mar-81 | FARSA Y TRAGEDIA DEL COLLAR DE LA REINA                                          | DUMAS, ALEJANDRO                                      |                          |
| 26-mar-81 | MORENO GALVÁN Y EL ARTE CONTEMPORÁNEO                                            |                                                       |                          |
| 29-mar-81 | LOS GRABADOS DE GOYA                                                             |                                                       |                          |
| 31-mar-81 | LA MUERTE DE CAGLIOSTRO                                                          |                                                       |                          |
| 14-abr-81 | VIDA Y OBRA DE CHARLES DICKENS                                                   |                                                       |                          |
| 08-may-81 | UN "ENCONTRO" EN POIO                                                            |                                                       |                          |
| 19-jul-81 | VIAJE BREVE A LA POESÍA DE CUNQUEIRO                                             |                                                       |                          |
| 26-jul-81 | "EL HOMBRE VIRTUOSO NO BUSCA JAMÁS UN AMIGO POR EGOISMO"                         | FERRO COUSELO                                         |                          |
| 02-ago-81 | ARQUITECTURA MODERNISTA EN LA CORUÑA                                             |                                                       |                          |
| 06-sep-81 | EL ARTE GALLEGO DE VANGUARDIA SE DA CITA EN EL MUSEO CARLOS MASIDE               |                                                       |                          |
| 04-oct-81 | PREGO DE OLIVER LUZ, ESPACIO Y COLOR                                             |                                                       |                          |
| 09-oct-81 | CUANDO LAS CIGALAS Y LOS PERCEBES ERAN IMPRESENTABLES                            | PARDO BAZÁN, EMILIA                                   |                          |
| 25-oct-81 | LAS MUJERES DEL "GUERNICA"                                                       | PICASSO                                               |                          |
| 08-nov-81 | LOS ORÍGENES DE SANTA MARÍA DEL CAMPO                                            |                                                       |                          |
| 18-nov-81 | ANTES DE LEER UN LIBRO                                                           |                                                       |                          |
| 02-dic-81 | LECTURA DEL GUERNICA                                                             |                                                       |                          |
| 02-feb-82 | EN EL BIMILENARIO DE VIRGILIO                                                    |                                                       |                          |
| 06-feb-82 | "MADAME BOVARY", LA MORAL Y TV                                                   | FLAUBERT                                              |                          |
| 03-mar-82 | EL RESURGIR DEL ANTROIDO                                                         |                                                       |                          |
| 04-mar-82 | EL"ULISES" DE JAMES JOYCE                                                        |                                                       |                          |
| 20-mar-82 | LAS CAMELIAS Y SU FIESTA                                                         |                                                       |                          |
| 23-mar-82 | LA AFIRMACIÓN DE LO VITAL EN "8 1/2"                                             | FELLINI                                               |                          |
| 13-abr-82 | "EN EL ESTANQUE DORADO"                                                          |                                                       |                          |
| 05-jun-82 | LUIS II DE BAVIERA, WAGNER Y LOS CISNES                                          |                                                       |                          |
| 09-jul-82 | EL AMOR SURREALISTA DE GALA                                                      |                                                       |                          |
| 11-dic-82 | SOBRIEDAD Y DIGNIDAD EN LA PINTURA DE TENREIRO                                   |                                                       |                          |
| 14-dic-82 | IMAGEN Y PALABRA                                                                 |                                                       |                          |
| 18-dic-82 | DE "CRÓNICA DEL ALBA" A "VALENTINA"                                              |                                                       |                          |
| 23-dic-82 | ALBOROZOS Y DESCONSUELOS                                                         |                                                       |                          |
| 26-dic-82 | ARTHUR RUBINSTEIN                                                                |                                                       |                          |
| 29-dic-82 | LOUIS ARAGÓN Y LOS POETAS PROVENZALES                                            |                                                       |                          |
| 04-ene-83 | LO QUE PROUST SABÍA DE COCINA                                                    |                                                       |                          |
| 08-ene-83 | LAS "MEMORIAS DE ADRIANO"                                                        | YOURCENAR, MARGARITE                                  |                          |
| 21-ene-83 | LAS SETAS DE GALICIA                                                             |                                                       |                          |
| 24-ene-83 | LA LLAMADA DE LOS GNOMOS                                                         | HUYGEN, WILL.                                         |                          |
| 07-feb-83 | LA CIUDAD DE LA CORUÑA CUENTA CON UN AMPLIO MUESTRARIO DE ESPECIES BOTÁNICAS     |                                                       |                          |
| 09-feb-83 | NO HAY NADA SEGURO SOBRE EL ORIGEN DEL NOMBRE DE LA CORUÑA                       |                                                       |                          |
| 06-abr-83 | LA SORPRESA DE LOS REYES DE SUECIA                                               |                                                       |                          |
| 10-abr-83 | FÁBULAS Y LEYENDAS DE LA MAR                                                     |                                                       |                          |
| 16-abr-83 | RAFAEL: QUINTO CENTENARIO                                                        |                                                       |                          |
| 20-abr-83 | HERPETOLOGÍA GALLEGA                                                             | CURT MARTÍNEZ, JOSÉ                                   |                          |
| 27-abr-83 | LOS JARDINES DE "O PASTEMPO"                                                     |                                                       |                          |
| 07-may-83 | LA LEYENDA DE MELUSINA                                                           | D'ARRAS, JEAN                                         |                          |
| 11-may-83 | EN EL CENTENARIO DE MANET                                                        |                                                       |                          |
| 24-may-83 | GOYA EN LAS COLECCIONES PARTICULARES                                             |                                                       |                          |
| 09-jun-83 | LOS VIAJES DE MARCO POLO                                                         |                                                       |                          |
| 11-jun-83 | LA CULTURA CHINA                                                                 |                                                       |                          |
| 14-jun-83 | MARCO POLO Y LA TELEVISIÓN                                                       |                                                       |                          |
| 14-jun-83 | MON VASCO                                                                        |                                                       |                          |
| 03-jul-83 | KAFKA, UNA DIMENSIÓN UNIVERSAL Y METAFÍSICA                                      |                                                       |                          |
| 06-jul-83 | LA FLORA EN JUAN RAMÓN JIMÉNEZ                                                   |                                                       |                          |
| 08-jul-83 | MODIGLIANI O LA ELEGANCIA                                                        | MODIGLIANI                                            |                          |
| 15-jul-83 | CONSTRUCCIONES POPULARES EN GALICIA                                              | BAS, BEGOÑA                                           |                          |
| 24-jul-83 | EL VIAJE DE HUMBOLDT A LA CORUÑA                                                 |                                                       |                          |
| 25-jul-83 | HUMBOLDT Y LA EMIGRACIÓN GALLEGA                                                 |                                                       |                          |
| 31-jul-83 | SARTRE Y LA GASTRONOMÍA                                                          |                                                       |                          |
| 02-ago-83 | NECESIDAD DE UN AUTÉNTICO ECOLOGISMO                                             |                                                       |                          |
| 12-ago-83 | EXALTACIÓN DE LA HORTENSIA                                                       |                                                       |                          |
| 16-ago-83 | EXPEDICIONES BOTÁNICAS A AMÉRICA                                                 |                                                       |                          |
| 25-ago-83 | BOMARZO                                                                          | MUJICA LAINEZ                                         |                          |
| 28-ago-83 | UN RETRATO DE LOTTO                                                              | MUJICA LAINEZ.                                        |                          |
| 31-ago-83 | LORENZACCIO                                                                      | MUJICA LAINEZ                                         |                          |
| 01-sep-83 | STENDHAL Y LOS "BEAUX CRIMES"                                                    |                                                       |                          |
| 03-sep-83 | "LA DUQUESA DE PALLIANO"                                                         |                                                       |                          |
| 13-sep-83 | LA TEORÍA ARTÍSTICA DE VASARI                                                    |                                                       |                          |
| 19-sep-83 | UN EPISODIO DE LA VIDA DE GOETHE                                                 |                                                       |                          |
| 07-oct-83 | GOETHE, EL AMOR Y LA RENUNCIA                                                    |                                                       |                          |
| 12-oct-83 | WILLIAM GOLDING                                                                  |                                                       |                          |
| 15-oct-83 | WAGNER Y LA REVOLUCIÓN POLÍTICA                                                  |                                                       |                          |
| 25-oct-83 | BETTINA BRENTANO Y GOETHE                                                        |                                                       |                          |
| 09-nov-83 | LA PLENITUD DE GONZÁLEZ PASCUAL                                                  |                                                       |                          |
| 16-nov-83 | BEETHOVEN Y BETTINA BRENTANO                                                     |                                                       |                          |
| 22-nov-83 | "SINFONÍA DE PRIMAVERA"                                                          |                                                       |                          |
| 28-nov-83 | COLBERT Y LOS SILLONES ACADÉMICOS                                                |                                                       |                          |
| 01-dic-83 | NO CAER EN LA LITERATURA, VALENTÍA DE COLMEIRO                                   |                                                       |                          |
| 07-dic-83 | CÓSIMA WAGNER                                                                    |                                                       |                          |
| 11-dic-83 | RAMEAU, UN MÚSICO OLVIDADO                                                       |                                                       |                          |
| 15-dic-83 | XOSE DÍAZ JACOME, FELIZ CULTIVADOR DE LA CANTIGA GALLEGA.                        | DÍAZ JACOME, XOSE                                     |                          |
| 26-dic-83 | MIRÓ, LA GRAN LIBERTAD                                                           |                                                       |                          |
| 05-ene-84 | HOMENAJE A PINTORES CORUÑESES                                                    |                                                       |                          |
| 06-ene-84 | LAS ISLAS GRIEGAS                                                                |                                                       |                          |
| 13-ene-84 | LOS PLACERES DE LA MESA Y LOS GOCES DEL ESPÍRITU                                 |                                                       |                          |
| 26-ene-84 | AUSENCIAS QUE GRITAN                                                             |                                                       |                          |
| 04-feb-84 | LOS PLACERES DE LA MESA EN EL ARTE                                               |                                                       |                          |
| 16-feb-84 | UN SORPRENDENTE LIBRO DE EMILIO REY                                              |                                                       |                          |
| 18-feb-84 | RECUPERACIÓN DE ÁLVARO CEBREIRO                                                  |                                                       |                          |
| 23-feb-84 | JORGE GUILLÉN NO SE DESPIDE                                                      |                                                       |                          |
| 22-mar-84 | "VIDA", PRECEDENTE DE "ALFAR" Y REFLEJO DE LA PUJANZA                            | CASAL, JULIO J.                                       |                          |
| 25-mar-84 | "GUÍA DE CAMPO DE LA HADAS Y DEMÁS ELFOS"                                        | ARROWSMITH, NANCY                                     |                          |
| 05-abr-84 | ALFONSO X, UN REY QUE HIZO Y ESCRIBIÓ HISTORIA                                   |                                                       |                          |
| 16-abr-84 | MAZARINO Y LA BIBLIA DE 42 LÍNEAS                                                |                                                       |                          |
| 19-abr-84 | LUIS SEOANE, GRABADOR                                                            |                                                       |                          |
| 02-may-84 | MAZARINO Y CORREGGIO                                                             |                                                       |                          |
| 16-may-84 | ELIA KAZAN, IMÁGENES Y PALABRAS                                                  |                                                       |                          |
| 17-may-84 | ESTUDIOS DEL REY SABIO                                                           | COTARELO VALLE-DOR, ARMANDO                           |                          |
| 24-may-84 | LAS MANZANAS DE CÉZANNE                                                          |                                                       |                          |
| 26-may-84 | "SALOMÉ" Y LA VOLUPTUOSIDAD                                                      |                                                       |                          |
| 29-may-84 | UNHA FALSA REALIDADE DE GALICIA                                                  |                                                       |                          |
| 06-jun-84 | UN PERIGO PARA A LITERATURA GALEGA                                               |                                                       |                          |
| 12-jun-84 | LA DAMA INSPIRADORA DE LA DICHA                                                  | LEONOR DE AQUITANIA                                   |                          |
| 14-jun-84 | A MORTE, A MULLER E O BERRO, EN MUNCH                                            |                                                       |                          |
| 20-jun-84 | CENSURA INADMISIBLE                                                              |                                                       |                          |
| 21-jun-84 | ÁLVAREZ TORNEIRO," DESNUDO EN BARRO" TRAS "LA MEMORIA DE UN SILENCIO"            |                                                       |                          |
| 05-jul-84 | LOSEY, EL TIEMPO Y LA SOLEDAD                                                    |                                                       |                          |
| 16-jul-84 | UNHA VIAXE EN TREN A BARCELONA                                                   |                                                       |                          |
| 24-jul-84 | NA CLARA LUZ DE POBLET                                                           |                                                       |                          |
| 26-jul-84 | O REISEÑOL QUE LLE CANTA A SIR JOHN MOORE                                        |                                                       |                          |
| 28-jul-84 | MARAVILLAS DE BARCELONA                                                          |                                                       |                          |
| 05-ago-84 | LA ÉPOCA ELEGANTE DE PICASSO                                                     |                                                       |                          |
| 07-ago-84 | COCO CHANEL                                                                      |                                                       |                          |
| 09-ago-84 | LOS BALLETS RUSOS                                                                |                                                       |                          |
| 12-ago-84 | LOS PERFUMES                                                                     |                                                       |                          |
| 13-ago-84 | SERT Y DALÍ                                                                      |                                                       |                          |
| 17-ago-84 | PICASSO, ESCENÓGRAFO                                                             |                                                       |                          |
| 18-ago-84 | EL SENTIDO TEATRAL                                                               |                                                       |                          |
| 20-ago-84 | "EL SOMBRERO DE TRES PICOS"                                                      |                                                       |                          |
| 24-sep-84 | "A CARTUXA DE PARMA"                                                             | STENDHAL                                              |                          |
| 08-oct-84 | PAIXON E INTELIXENCIA DE UNHA NOVELA                                             | STENDHAL                                              |                          |
| 10-oct-84 | LA PROFUNDIDAD DE WATTEAU                                                        |                                                       |                          |
| 11-oct-84 | A VIDE E A ROSEIRA                                                               |                                                       |                          |
| 15-oct-84 | ELEGÍA A UNA HIGUERA                                                             |                                                       |                          |
| 18-oct-84 | EL GOLEM DE JORGE LUIS BORGES                                                    |                                                       |                          |
| 18-oct-84 | LITERATURA CHECA ACTUAL                                                          |                                                       |                          |
| 27-oct-84 | PICASSO Y LA CORUÑA                                                              |                                                       |                          |
| 01-nov-84 | HENRI MICHAUX, POETA Y PINTOR                                                    |                                                       |                          |
| 29-nov-84 | LA FANTASÍA SENSORIAL DE J.V. FOIX                                               |                                                       |                          |
| 20-dic-84 | ELVIRA, "ESPEJO MÍO SILENTE"                                                     | ALEIXANDRE, VICENTE                                   |                          |
| 03-ene-85 | "DE AMOR E DESAMOR"                                                              |                                                       |                          |
| 05-ene-85 | PROUST EN IMAGINES                                                               |                                                       |                          |
| 26-ene-85 | LA RESTAURACIÓN DE "LAS MENINAS"                                                 |                                                       |                          |
| 03-feb-85 | "MUERTE EN VENECIA"                                                              |                                                       |                          |
| 07-feb-85 | LA CORUÑA, AISLADA                                                               |                                                       |                          |
| 13-feb-85 | PREGO DE OLIVER Y CEZANNE                                                        |                                                       |                          |
| 23-feb-85 | EL PROBLEMA DEL MUSEO DEL PRADO                                                  |                                                       |                          |
| 28-feb-85 | DE CORNEILLE A VICTOR HUGO                                                       |                                                       |                          |
| 17-mar-85 | XOSE MARÍA ÁLVAREZ BLAZQUEZ                                                      |                                                       |                          |
| 23-mar-85 | PROUST Y LOS PINTORES ESPAÑOLES                                                  |                                                       |                          |
| 24-mar-85 | PROUST, FORTUNY Y CARPACCIO                                                      |                                                       |                          |
| 31-mar-85 | MARC CHAGALL                                                                     |                                                       |                          |
| 15-abr-85 | APOLO Y EL "UN, DOS, TRES"                                                       |                                                       |                          |
| 18-abr-85 | NECESARIO RETORNO A LA AUTENTICIDAD GALLEGA (FINISTERRE)                         |                                                       |                          |
| 23-abr-85 | DOS VERSOS DE MALHERBE                                                           |                                                       |                          |
| 27-abr-85 | "DE AMOR Y DESAMOR" Y FERNAN-VELLO                                               |                                                       |                          |
| 08-may-85 | MOZART Y SALIERI                                                                 |                                                       |                          |
| 10-may-85 | MOZART, SUMISIÓN Y REBELDÍA                                                      |                                                       |                          |
| 15-may-85 | ROSALÍA, LA CEDIDA SIERVA DEL SIGLO IX                                           |                                                       |                          |
| 29-may-85 | "EL BUEN SOLDADO SVEJK"                                                          | HASEK, JAROSLAV.-                                     |                          |
| 31-may-85 | GOYA Y LA DUQUESA DE ALBA                                                        |                                                       |                          |
| 13-jun-85 | LOS PREJUICIOS ANTE LA OBRA DE ARTE                                              |                                                       |                          |
| 17-jun-85 | ZOLA Y EL ASUNTO DREYFUS                                                         |                                                       |                          |
| 19-jun-85 | EL GENERAL PICQUART                                                              |                                                       |                          |
| 21-jun-85 | LA CULPABILIDAD DE SER INOCENTE                                                  |                                                       |                          |
| 27-jun-85 | LA LECHERA DE BURDEOS                                                            |                                                       |                          |
| 11-jul-85 | "LA ISLA", DE RAFAEL DIESTE                                                      |                                                       |                          |
| 16-jul-85 | DIESTE Y CUNQUEIRO HACEN HOMBRE A ULISES                                         |                                                       |                          |
| 19-jul-85 | "¡A VOLAR RAPACES!", DE JOSÉ CURT                                                |                                                       |                          |
| 07-ago-85 | ALMA MAHLER Y KLIMT                                                              |                                                       |                          |
| 09-ago-85 | GUSTAV MAHLER: TRABAJO Y AMBICIÓN                                                |                                                       |                          |
| 12-ago-85 | MAHLER Y TIZIANO                                                                 |                                                       |                          |
| 15-ago-85 | KOKOSCHKA                                                                        |                                                       |                          |
| 16-ago-85 | WALTER GROPIUS                                                                   |                                                       |                          |
| 19-ago-85 | EL MITO DE LA BAUHAUS                                                            |                                                       |                          |
| 23-ago-85 | ISIDORO BROCOS Y PABLO PICASSO                                                   |                                                       |                          |
| 25-ago-85 | ALMA MAHLER Y EL AMOR A LA VIDA                                                  |                                                       |                          |
| 02-sep-85 | ALMA MAHLER Y EL MUNDO DE WERFEL                                                 |                                                       |                          |
| 04-sep-85 | OBRA Y VIDA DE THOMAS MANN                                                       |                                                       |                          |
| 09-sep-85 | "EL ÚLTIMO MAGNATE"                                                              |                                                       |                          |
| 14-sep-85 | EL PENSAMIENTO DE THOMAS MANN                                                    |                                                       |                          |
| 23-sep-85 | NABOKOV JUZGA A DOSTOIEVSKY                                                      |                                                       |                          |
| 25-sep-85 | PERSONAJES ENFERMOS QUE PRECISAN TRATAMIENTO PSÍQUICO                            | DOSTOIEVSKY                                           |                          |
| 28-sep-85 | "CRIMEN Y CASTIGO"                                                               | DOSTOIEVSKY                                           |                          |
| 12-oct-85 | EL CUBISMO                                                                       |                                                       |                          |
| 15-oct-85 | JUAN GRIS                                                                        |                                                       |                          |
| 18-oct-85 | JUAN GRIS Y EL "PRESENTE CONTINUO"                                               |                                                       |                          |
| 24-oct-85 | UN RUMOR DE ZUECOS EN CLAUDE SIMÓN                                               |                                                       |                          |
| 27-oct-85 | LA EXPRESIÓN EN CLAUDE SIMÓN                                                     |                                                       |                          |
| 01-nov-85 | CLAUDE SIMÓN, CASI UN DESCONOCIDO                                                |                                                       |                          |
| 10-dic-85 | UN LIBRO SOBRE LA MUJER                                                          |                                                       |                          |
| 16-dic-85 | "LA DIOSA BLANCA"                                                                | GRAVES, ROBERT                                        |                          |
| 18-dic-85 | GRAVES Y LAS LEYENDAS CLÁSICAS                                                   |                                                       |                          |
| 23-dic-85 | UMBERTO ECO Y LOS BEATOS                                                         |                                                       |                          |
| 29-dic-85 | LOS ANIMALES EN LA EDAD MEDIA                                                    |                                                       |                          |
| 31-dic-85 | NOTICIA DE GALLOS                                                                |                                                       |                          |
| 02-ene-86 | EL FALLO DEL JURADO CASTELLANO DEL IV PREMIO ESQUIO                              |                                                       |                          |
| 04-ene-86 | LA REALIDAD VIVIENTE                                                             |                                                       |                          |
| 07-ene-86 | EL ELEFANTE Y EL LEÓN                                                            |                                                       |                          |
| 10-ene-86 | EL ARADO EN GALICIA                                                              |                                                       |                          |
| 14-ene-86 | PRESENCIA DE GATOS                                                               |                                                       |                          |
| 21-ene-86 | TIERNO GALVÁN EN LA CORUÑA                                                       |                                                       |                          |
| 23-ene-86 | ALGO MÁS SOBRE EL PREMIO ESQUIO DE POESÍA EN CASTELLANO                          |                                                       |                          |
| 25-ene-86 | LO PROFUNDAMENTE HUMANO                                                          | TIERNO GALVÁN                                         |                          |
| 13-feb-86 | MILAGROS EN LAS CANTIGAS                                                         | ALFONSO X                                             |                          |
| 20-feb-86 | REENCUENTRO CON ANDRÉ MASSON                                                     |                                                       |                          |
| 22-feb-86 | ANDRÉ MASSON Y URBANO LUGRIS                                                     |                                                       |                          |
| 26-feb-86 | LAS ACEÑAS DE HACIADAMA Y EL AYTO. DE CULLEREDO                                  |                                                       |                          |
| 02-mar-86 | EN EL SEXTO CENTENARIO DE DONATELLO                                              |                                                       |                          |
| 04-mar-86 | LA "TERRIBILITA"                                                                 |                                                       |                          |
| 07-mar-86 | EL "GATTAMELATA" Y DONATELLO                                                     |                                                       |                          |
| 15-mar-86 | DONATELLO Y PIERO DELLA FRANCESCA                                                |                                                       |                          |
| 20-mar-86 | CONTIENDA ENTRE LOS PUERTOS DE LA CORUÑA Y BETANZOS SOBRE EL MOVIMIENTO DE MERCA |                                                       |                          |
| 21-mar-86 | PRIVILEGIO DE CARGA Y DESCARGA EN EL PUERTO CORUÑÉS                              |                                                       |                          |
| 01-abr-86 | LUIS TOMASELLO                                                                   |                                                       |                          |
| 04-abr-86 | AUTENTICIDAD E IMITACIÓN                                                         |                                                       |                          |
| 09-abr-86 | LA ESTAFA DEL MILAGRO                                                            | CHIRICO                                               |                          |
| 15-abr-86 | SIMONE DE BEAUVOIR, EXALTADORA DE LA VIDA                                        |                                                       |                          |
| 16-abr-86 | SIMONE DE BEAUVOIR, GALICIA Y LA MUERTE                                          |                                                       |                          |
| 24-abr-86 | "FERTIL CORPO DO SOÑO" DO NOVO SÍSIFO                                            | ÁLVAREZ TORNEIRO                                      |                          |
| 15-may-86 | OS TEMAS DA POESIA DE IGLESIA ALVARIÑO                                           |                                                       |                          |
| 11-jun-86 | ROSAS Y CAMELIAS                                                                 |                                                       |                          |
| 13-jun-86 | "PRIMAVERA", EN GALLEGO                                                          |                                                       |                          |
| 15-jun-86 | SUEÑOS Y OBSESIONES DE BORGES                                                    |                                                       |                          |
| 26-jun-86 | EXALTACIÓN DE LA FRESA                                                           |                                                       |                          |
| 30-jun-86 | EL CEREZO EN LA POESÍA                                                           |                                                       |                          |
| 02-jul-86 | VER CRECER UN ÁRBOL                                                              |                                                       |                          |
| 06-jul-86 | EL ESPEJO Y EL CANDIL DE LA TORRE DE HÉRCULES                                    |                                                       |                          |
| 11-jul-86 | EL ESCUDO DE LA CORUÑA                                                           |                                                       |                          |
| 18-jul-86 | AS "CRONICAS" DE FROISSART                                                       |                                                       |                          |
| 20-jul-86 | LAS VENERAS DEL ESCUDO                                                           |                                                       |                          |
| 21-jul-86 | FROISSART, INSPIRADOR DE RODIN                                                   |                                                       |                          |
| 24-jul-86 | EL DUQUE DE LANCASTER VIENE A LA CORUÑA                                          |                                                       |                          |
| 26-jul-86 | EL CERCO DE LA CORUÑA, EN 1386                                                   |                                                       |                          |
| 31-jul-86 | LA CORUÑA, EPISODIO DE LA GUERRA DE LOS CIEN AÑOS                                |                                                       |                          |
| 02-ago-86 | LA CORUÑA Y NOYA, LLAVES DEL REINO DE CASTILLA                                   |                                                       |                          |
| 08-ago-86 | AMOR Y SINO DE RICARDO II                                                        |                                                       |                          |
| 17-ago-86 | EL SITIADOR DE LA CORUÑA, EN EL TEATRO DE SHAKESPEARE                            |                                                       |                          |
| 20-ago-86 | LA CORUÑA, LA PESTE DE 1386 Y LOS SITIADORES INGLESES                            |                                                       |                          |
| 26-ago-86 | LOS GATOS, VENCEDORES EN AZINCOURT                                               |                                                       |                          |
| 06-sep-86 | GANSOS Y GATOS, SALVADORES DE ROMA                                               |                                                       |                          |
| 09-sep-86 | LOS ANIMALES EN LA MITOLOGÍA GRIEGA                                              |                                                       |                          |
| 11-sep-86 | TOMÁS BARROS, POETA                                                              |                                                       |                          |
| 15-sep-86 | TOROS, VACAS Y BUEYES EN GRECIA                                                  |                                                       |                          |
| 20-sep-86 | LOS CABALLOS EN LA MITOLOGÍA                                                     |                                                       |                          |
| 25-sep-86 | MOORE O EL ARTE COMO FINALIDAD                                                   |                                                       |                          |
| 07-oct-86 | LA PINTURA DE ANTONIO TENREIRO                                                   |                                                       |                          |
| 16-oct-86 | LOS LEONES DE CIBELES                                                            |                                                       |                          |
| 17-oct-86 | JACQUELINE ROQUE                                                                 |                                                       |                          |
| 20-oct-86 | EL LEÓN EN GRECIA, MESOPOTAMIA Y EGIPTO                                          |                                                       |                          |
| 06-nov-86 | ANDREA DEL SARTO                                                                 |                                                       |                          |
| 08-nov-86 | LUCRECIA DEL FEDE                                                                | ANDREA DEL SARTO                                      |                          |
| 17-nov-86 | "ANDREA DEL SARTO" DE ALFRED DE MUSSET                                           |                                                       |                          |
| 02-dic-86 | "ANDREA DEL SARTO" Y VALLE INCLAN                                                |                                                       |                          |
| 04-dic-86 | LAS OBRAS TRONCHADAS                                                             | GARCÍA LORCA, FEDERICO                                |                          |
| 05-dic-86 | REIVINDICACIÓN DE BOUCHER                                                        |                                                       |                          |
| 10-dic-86 | BOUCHER Y LA POMPADOUR                                                           |                                                       |                          |
| 17-dic-86 | LOS MODELOS DE BOUCHER                                                           |                                                       |                          |
| 20-dic-86 | BOUCHER Y DIDEROT                                                                |                                                       |                          |
| 28-dic-86 | DIDEROT, CRÍTICO DE ARTE                                                         |                                                       |                          |
| 08-ene-87 | UNAMUNO, LA MUJER Y LA MÚSICA                                                    |                                                       |                          |
| 16-ene-87 | EL MUSEO D'ORSAY                                                                 |                                                       |                          |
| 19-ene-87 | LAS MUJERES EN EL PLANTEAMIENTO DE UN MUSEO                                      |                                                       |                          |
| 11-feb-87 | EL TÍTULO DE CIUDAD, DE NUEVO                                                    |                                                       |                          |
| 12-feb-87 | VALLE INCLÁN Y LA VIRGEN QUE PUDO SER VENUS                                      | VALLE INCLÁN                                          |                          |
| 27-feb-87 | EL GRELO Y SU FIESTA                                                             |                                                       |                          |
| 08-mar-87 | LA RESURRECCIÓN DEL CARNAVAL                                                     |                                                       |                          |
| 11-mar-87 | RUBENS, SIN DISFRAZ                                                              |                                                       |                          |
| 13-mar-87 | LA MODA EN EL VESTIR                                                             |                                                       |                          |
| 19-mar-87 | "CAMELIA" Y "MAGNOLIA", NOMBRES DE ÁRBOL                                         |                                                       |                          |
| 19-mar-87 | "CÓDICE CALIXTINO", DE LUZ POZO GARZA                                            |                                                       |                          |
| 21-mar-87 | LA PRIMAVERA, EL ROBLE Y MONET                                                   |                                                       |                          |
| 24-mar-87 | LEONARDO Y LA LIBERTAD DE LOS PÁJAROS                                            |                                                       |                          |
| 26-mar-87 | EL MATISSE DEL MUSEO COLBY                                                       |                                                       |                          |
| 04-abr-87 | "LOS GIRASOLES"                                                                  |                                                       |                          |
| 09-abr-87 | UNA RÉPLICA DE VAN GOGH                                                          |                                                       |                          |
| 14-abr-87 | DEL PARDO NORTE AL AMARILLO SUR                                                  | VAN GOGH                                              |                          |
| 16-abr-87 | MUSEOS Y RÉPLICAS                                                                | VAN GOGH                                              |                          |
| 19-abr-87 | EL PINTOR DEL HIJO MUERTO                                                        | SIGNORELI, LUCA                                       |                          |
| 22-abr-87 | VAN GOGH Y EL JAPÓN                                                              |                                                       |                          |
| 23-abr-87 | LAS HIJAS, REINAS, DE DON JUAN MANUEL                                            |                                                       |                          |
| 28-abr-87 | DINIFICACION E ENOBRECIMENTO DA TABERNA                                          |                                                       |                          |
| 04-may-87 | BORGES Y RUBÉN                                                                   |                                                       |                          |
| 13-may-87 | UN ELEFANTE EN EL RENACIMIENTO ITALIANO                                          |                                                       |                          |
| 19-may-87 | RAFAEL DE URBINO Y EL ELEFANTE BLANCO                                            |                                                       |                          |
| 25-may-87 | LEÓN X VISTO POR RAFAEL DE URBINO                                                |                                                       |                          |
| 28-may-87 | "ROSEBUD"                                                                        | WELLES, ORSON.- ENTONO A "CIUDADANO KANE"             |                          |
| 01-jun-87 | TOROS, CARNAVALES Y COMEDIAS EN LA CORTE DE LEÓN X                               |                                                       |                          |
| 04-jun-87 | "SOLAINA DA AUSENCIA"                                                            | LÓPEZ VALCÁRCEL, XULIO                                |                          |
| 05-jun-87 | EL CUARTO MANDAMIENTO                                                            | WELLES, ORSON                                         |                          |
| 09-jun-87 | LA DAMA DE SHANGHÁI                                                              | WELLES, ORSON                                         |                          |
| 11-jun-87 | SIGNIFICACIÓN HISTÓRICA                                                          |                                                       |                          |
| 18-jun-87 | EL MUSEO TURNER                                                                  |                                                       |                          |
| 20-jun-87 | HISTORIAS DE AMOR Y MUERTE                                                       |                                                       |                          |
| 25-jun-87 | FRANCISCO CREO, A QUIEN SOLO EL APELLIDO HIZO JUSTICIA                           |                                                       |                          |
| 27-jun-87 | LA OBRA DE TURNER                                                                |                                                       |                          |
| 01-jul-87 | VENECIA Y LA LUZ DE TURNER                                                       |                                                       |                          |
| 02-jul-87 | EL DIAMANTE Y EL PÁJARO                                                          | LABRA, JOSÉ MARÍA                                     |                          |
| 07-jul-87 | BORGES, FÜSSLI Y TURNER                                                          |                                                       |                          |
| 10-jul-87 | LA VIDA ES UN ÚNICO VERSO INTERMINABLE                                           | DIEGO, GERARDO                                        |                          |
| 15-jul-87 | DE LA GRAN RUEDA A LA CLOACA                                                     |                                                       |                          |
| 16-jul-87 | GERARDO DIEGO Y GALICIA                                                          |                                                       |                          |
| 18-jul-87 | LAS PLANTAS ORNAMENTALES: LOS NARCISOS                                           |                                                       |                          |
| 20-jul-87 | EL PERRO "FLUSH" Y SUS AMOS                                                      | WOOLF, VIRGINIA                                       |                          |
| 22-jul-87 | "ADIÓS A LAS ARMAS"                                                              |                                                       |                          |
| 23-jul-87 | "AS TRES IRMAS" NA VERSION AO GALEGO                                             | CHEKHOV, ANTON                                        |                          |
| 24-jul-87 | KOKOSCHKA, "ARTISTA DEGENERADO"                                                  |                                                       |                          |
| 28-jul-87 | LOS CRÍMENES DE KOKOSCHKA                                                        |                                                       |                          |
| 05-ago-87 | "EL FRAUDE", DE ORSON WELLES                                                     |                                                       |                          |
| 08-ago-87 | LOS BOTICELLI DEL PRADO                                                          |                                                       |                          |
| 13-ago-87 | BOCCACCIO, BOTTICELLI Y EL TENEDOR                                               |                                                       |                          |
| 17-ago-87 | LA MELANCOLÍA DE BOTICELLI                                                       |                                                       |                          |
| 10-sep-87 | NADA DEL SER Y SER DE LA NADA                                                    | GURMÉNDEZ, CARLOS                                     |                          |
| 22-sep-87 | LOS ÁRBOLES DE MÉNDEZ NÚÑEZ (JARDINES CORUÑESES I)                               |                                                       |                          |
| 23-sep-87 | HERMOSOS EJEMPLARES Y NOMBRES ERRÓNEOS "JARDINES CORUÑESES. II"                  |                                                       |                          |
| 24-sep-87 | DEL PERDIDO DRAGO Y OTROS ÁRBOLES JARDINES CORUÑ.III                             |                                                       |                          |
| 05-oct-87 | ANOUILH, HACIA EL ÚLTIMO ABSURDO                                                 |                                                       |                          |
| 08-oct-87 | DE JEANNERET A LE CORBUSIER                                                      |                                                       |                          |
| 15-oct-87 | EL TÓPICO LE CORBUSIER                                                           |                                                       |                          |
| 22-oct-87 | LE CORBUSIER CONTRA LE CORBUSIER                                                 |                                                       |                          |
| 29-oct-87 | LIRISMO Y URBANISMO                                                              |                                                       |                          |
| 05-nov-87 | EL "MODULOR" Y LA "MANO ABIERTA"                                                 |                                                       |                          |
| 12-nov-87 | "¡ÁRBOL, COMPAÑERO MILENARIO!"                                                   |                                                       |                          |
| 26-nov-87 | LOS OCIOS DE UN GRAN PINTOR                                                      | GONZÁLEZ P'ASCUAL, ALEJANDRO                          |                          |
| 24-dic-87 | PINTURA Y TRANSFIGURACION (Mª ELENA GAGO)                                        |                                                       |                          |
| 14-ene-88 | DON MIGUEL ARTIGAS, GÓNGORA Y LA GENERACIÓN DEL 27                               | ARTIGAS, MIGUEL                                       |                          |
| 20-ene-88 | HISTORIA E POLÍTICA                                                              |                                                       |                          |
| 21-ene-88 | MARGUERITE YOURCENAR Y LA MUERTE                                                 |                                                       |                          |
| 22-ene-88 | EL DESCANSO DOMINICAL EN LA CORUÑA                                               |                                                       |                          |
| 28-ene-88 | JULIETA Y EL NOMBRE DE ROMEO                                                     | SHAKESPEARE                                           |                          |
| 04-feb-88 | LA CANDELARIA EN GALICIA                                                         |                                                       |                          |
| 06-feb-88 | FERNANDO II Y CULLEREDO                                                          |                                                       |                          |
| 01-mar-88 | AMOROSO EPISODIO EN EL SIGLO XV CORUÑÉS                                          |                                                       |                          |
| 03-mar-88 | EL ALMA Y LA MARIPOSA                                                            |                                                       |                          |
| 09-mar-88 | LA MÁS HERMOSA                                                                   |                                                       |                          |
| 23-mar-88 | "LULÚ", DE ALBAN BERG                                                            |                                                       |                          |
| 24-mar-88 | MUERTE, AMOR Y PALABRA EN BROCH                                                  |                                                       |                          |
| 30-mar-88 | "JULIO CÉSAR"                                                                    |                                                       |                          |
| 01-abr-88 | MARCO BRUTO                                                                      |                                                       |                          |
| 05-abr-88 | LA FUERZA DE LA HISTORIA                                                         |                                                       |                          |
| 09-abr-88 | EL JUICIO DE BRUTO                                                               |                                                       |                          |
| 13-abr-88 | LA ESPERANZA EN EL FONDO DE LA DESESPERANZA                                      | VALENTE, ÁNGEL                                        |                          |
| 14-abr-88 | EL GALLEGO ACANTO                                                                |                                                       |                          |
| 15-abr-88 | CARAVAGGIO EN LA COLECCIÓN THYSSEN                                               |                                                       |                          |
| 18-abr-88 | RENOIR EN MADRID (LA COLECCIÓN THYSSEN)                                          |                                                       |                          |
| 20-abr-88 | DE HOLBEIN A CHARLES LAUGHTON (LA COLECCIÓN THYSSEN)                             |                                                       |                          |
| 12-may-88 | BACON Y "EL ÚLTIMO TANGO EN PARÍS"                                               |                                                       |                          |
| 19-may-88 | CHATEAUBRIAND A TRAVÉS DE OTERO PEDRAYO                                          |                                                       |                          |
| 22-jun-88 | LA CRISOSTEMA, FLOR DE LA CORUÑA                                                 |                                                       |                          |
| 24-jun-88 | CIDRAS O LA NEGACIÓN DEL TÓPICO                                                  | ZURBARÁN                                              |                          |
| 27-jun-88 | ZURBARÁN Y LAS MUJERES                                                           |                                                       |                          |
| 05-jul-88 | EL BIERZO Y GALICIA                                                              |                                                       |                          |
| 07-jul-88 | AL OTRO LADO DEL VELO                                                            | AMON, SANTIAGO                                        |                          |
| 08-jul-88 | FLORES, NO CAMELIAS, EN ZURBARÁN                                                 |                                                       |                          |
| 12-jul-88 | LOS RUMORES DEL VALLE DEL SILENCIO                                               |                                                       |                          |
| 18-jul-88 | DE "CAN" A "PERRO"                                                               |                                                       |                          |
| 23-jul-88 | "FACIADAMA" Y "A GRELA"                                                          |                                                       |                          |
| 19-ago-88 | FRANCIS PONGE: LAS PALABRAS Y LAS COSAS                                          |                                                       |                          |
| 22-ago-88 | PONGE Y EL DOMINIO SOBRE EL LENGUAJE                                             |                                                       |                          |
| 02-sep-88 | DÁMASO ALONSO, EL INVESTIGADOR Y EL POETA                                        |                                                       |                          |
| 05-sep-88 | DÁMASO ALONSO Y LA BUSCA DE LO ESENCIAL                                          |                                                       |                          |
| 07-sep-88 | ESTUDIOS DE DÁMASO ALONSO                                                        |                                                       |                          |
| 14-sep-88 | UNA CONTRADICCIÓN EN LA POESÍA DE DÁMASO ALONSO                                  |                                                       |                          |
| 17-sep-88 | "EL FESTÍN DE BABETTE"                                                           |                                                       |                          |
| 25-sep-88 | PÉREZ GALDÓS Y DÁMASO ALONSO                                                     |                                                       |                          |
| 28-sep-88 | A ESQUISITED LIRICA DO POETA EMILIO ÁLVAREZ BLAZQUEZ                             |                                                       |                          |
| 01-oct-88 | EL RESURGIR DEL ABANICO                                                          |                                                       |                          |
| 03-oct-88 | EL ABANICO EN EL ARTE                                                            |                                                       |                          |
| 04-oct-88 | UN POEMA DE SEIFERT                                                              |                                                       |                          |
| 23-oct-88 | ABANICOS PARA PRESUMIR DE ARTE Y SEDUCCIÓN                                       |                                                       |                          |
| 13-nov-88 | LA EXPOSICIÓN SOBRE EL PÓRTICO SACA A LA LUZ ESCULTURAS ROMÁNICAS DESCONOCIDAS   |                                                       |                          |
| 17-nov-88 | "CARMEN" Y "LA TRIBUNA"                                                          | MERIMÉE                                               |                          |
| 18-nov-88 | LA LEYENDA DE MARÍA MAGDALENA                                                    |                                                       |                          |
| 24-nov-88 | PRUEBAS DE AMOR                                                                  |                                                       |                          |
| 06-dic-88 | "PEQUEÑA HISTORIA DE UN HOMBRE CABAL"                                            | MERINO, EMILIO                                        |                          |
| 24-dic-88 | "O CANTO DA TERRA", FINURA POÉTICA                                               | SEOANE, XAVIER                                        |                          |
| 27-dic-88 | JUAN GONZÁLEZ CEBRIÁN                                                            |                                                       |                          |
| 04-ene-89 | JUSTO ELOGIO DEL REY CARLOS III                                                  | SAINT-SIMON                                           |                          |
| 06-ene-89 | CARLOS III, ALCALDE DE MADRID                                                    |                                                       |                          |
| 10-ene-89 | LA "ARMADA INVENCIBLE" EN TELEVISIÓN                                             |                                                       |                          |
| 13-ene-89 | LA FALSA APARIENCIA DE LA VERDAD                                                 |                                                       |                          |
| 27-ene-89 | CUESTIÓN DE FECHAS                                                               |                                                       |                          |
| 20-feb-89 | ANTIGUAS ORDENANZAS SOBRE EL ARBOLADO                                            |                                                       |                          |
| 03-mar-89 | UN SÍMBOLO DE VICTORIA Y LIBERTAD (ANTE EL IV CENTENARIO DE MARÍA PITA)          |                                                       |                          |
| 07-mar-89 | LA DERROTA: INÉS DE BEN (ANTE EL IV CENTEN. DE Mª PITA)                          |                                                       |                          |
| 12-mar-89 | LA PRIMERA EXPOSICIÓN EN ESPAÑA SOBRE RENÉ MAGRITTE..                            |                                                       |                          |
| 16-mar-89 | "BEBIERON BELLAMENTE..." (ANTE EL IV CENT. DE Mª PITA)                           |                                                       |                          |
| 21-mar-89 | ¿LOPE DE VEGA EN LA CORUÑA? (ANTE EL IV CENT. M ª PITA)                          |                                                       |                          |
| 22-mar-89 | EL TRIUNFO DE LA SERENIDAD (ANTE EL IV CENT. DE Mª PITA                          |                                                       |                          |
| 09-abr-89 | EL DADAÍSMO Y EL CONSTRUCTIVISMO SE RECONCILIAN EN EL CENTRO DE ARTE REINA SOFÍA |                                                       |                          |
| 16-abr-89 | LAS CARTAS PELIGROSAS                                                            |                                                       |                          |
| 04-may-89 | LLEGA EL ENEMIGO (CRÓNICA DE HACE 400 AÑOS)                                      |                                                       |                          |
| 05-may-89 | DESEMBARCO EN LA MARINA (CRÓNICA DE HACE 400 AÑOS)                               |                                                       |                          |
| 06-may-89 | FRANCIS DRAKE, EL CORSARIO (CRÓNICA DE HACE 400 AÑOS)                            |                                                       |                          |
| 07-may-89 | EL VOTO DE LOS CORUÑESES (CRÓNICA DE HACE 400 AÑOS)                              |                                                       |                          |
| 08-may-89 | PROPUESTA DE RENDICIÓN (CRÓNICA DE HACE 400 AÑOS)                                |                                                       |                          |
| 10-may-89 | FUEGO DE ARTILLERÍA (CRÓNICA DE HACE 400 AÑOS)                                   |                                                       |                          |
| 11-may-89 | LA FRAGILIDAD DE LAS MURALLAS (CRÓNICA DE HACE 400 AÑOS)                         |                                                       |                          |
| 12-may-89 | LAS CARTAS DEL CONDE DE ANDRADE (CRÓNICA DE HACE 400 AÑOS)                       |                                                       |                          |
| 14-may-89 | LA HAZAÑA DE MARÍA PITA (CRÓNICA DE HACE 400 AÑOS)                               |                                                       |                          |
| 16-may-89 | EL ATAQUE AL CONVENTO DE S. FCO. (CR. DE HACE 400 AÑOS)                          |                                                       |                          |
| 17-may-89 | LA VENGANZA DE LOS INGLESES (CRONIC. DE HACE 400 AÑOS)                           |                                                       |                          |
| 18-may-89 | LA DERROTA DE EL BURGO (CRÓNICA DE HACE 400 AÑOS)                                |                                                       |                          |
| 19-may-89 | EL ENEMIGO SE RETIRA (CRÓNICA DE HACE 400 AÑOS)                                  |                                                       |                          |
| 03-jun-89 | UN RETRATO DE ISABEL I DE INGLATERRA                                             |                                                       |                          |
| 14-jun-89 | LOS RETRATOS DE FELIPE II Y EL CRIMINAL LEÓN LEONI                               |                                                       |                          |
| 23-jun-89 | LA ORDEN DE LA JARRETERA                                                         |                                                       |                          |
| 24-jun-89 | LA NOCHE DE SAN JUAN                                                             |                                                       |                          |
| 29-jun-89 | LOS ERMITAÑOS DECORATIVOS                                                        | SITWELL, EDITH                                        |                          |
| 07-jul-89 | PERSONAJES DE EDITH SITWELL                                                      |                                                       |                          |
| 22-jul-89 | ¿... Y POR QUÉ NO RAFAÉL?                                                        |                                                       |                          |
| 27-jul-89 | ABSTRACCIÓN Y ATONALISMO                                                         |                                                       |                          |
| 01-ago-89 | LA INSUFICIENCIA DEL ABSTRACTISMO                                                |                                                       |                          |
| 06-ago-89 | LIMITACIONES DEL ABSTRACTISMO                                                    |                                                       |                          |
| 08-ago-89 | ISAAC DÍAZ PARDO                                                                 |                                                       |                          |
| 31-ago-89 | LA DIFUSA PERSONALIDAD                                                           |                                                       |                          |
| 02-sep-89 | MUTACIÓN E INMUTABILIDAD DEL SER                                                 |                                                       |                          |
| 05-sep-89 | LA IDENTIDAD DEL SER                                                             |                                                       |                          |
| 29-sep-89 | ANTONIO LAGO Y ALFONSO ABELENDA                                                  |                                                       |                          |
| 05-oct-89 | LA DECADENCIA DEL PIANO                                                          |                                                       |                          |
| 08-oct-89 | LA MIRADA EN EL ARTE                                                             |                                                       |                          |
| 15-oct-89 | "JUSTINE" Y LA VISIÓN DE ALEJANDRÍA                                              |                                                       |                          |
| 21-oct-89 | CLEOPATRA Y MARCO ANTONIO                                                        |                                                       |                          |
| 29-oct-89 | EL GREGO Y EL ABURRIMIENTO                                                       |                                                       |                          |
| 30-oct-89 | LOS POEMAS EN IDIOMA GALLEGO DE CAMILO JOSÉ CELA                                 |                                                       |                          |
| 02-nov-89 | OPINIONES SOBRE PINTORES                                                         |                                                       |                          |
| 05-nov-89 | PICASSO Y JACQUELINE                                                             |                                                       |                          |
| 30-nov-89 | VALORACIONES PICTÓRICAS (FALTA)                                                  |                                                       |                          |
| 14-dic-89 | ALGO FATAL                                                                       |                                                       |                          |

## Antologías
- Poesía Galega contemporanea, 1974.
- Poesía gallega de post-guerra 1930-1975, 1975.
- Antoloxía, estudio, selección e traducción dos poemas en lingua galega de Luis Pimentel, 1979.

## Cultura popular
Calles de distintas localidades han recibido el nombre de este docto poeta gallego, al igual que la "Biblioteca Pública Miguel González Garcés" de La Coruña, así como distintos premios y certámenes de poesía. Fue nombrado hijo adoptivo del Ayuntamiento de Culleredo en 1985, dándole su nombre a la Biblioteca Municipal.